# Свято-Троїцька церква (Диканька)
Свято-Троїцька церква (місцева назва: Троїцька церква) — чинна мурована церква в Диканьці. Троїцька церква побудована 1780 року на місці старої дерев'яної Хрестовоздвиженської церкви, будівничим Павлом Васильович Кочубеєм. Троїцька церква — одна з пам'яток архітектури України, яка тісно пов'язана з творчістю М.В. Гоголя, що часто відвідував ці місця і змалював у знаменитих «Вечорах на хуторі біля Диканьки» («Ніч перед Різдвом»).

## Історія церкви
Троїцька церква розташована в історичному центрі Диканьки. На той час відвідували церкву переважно козаки, а також багаті міщани, що жили недалеко від Диканьки. В день Святої Трійці збиралось найбільше прихожан, тоді правився молебень в пам'ять убієнних походах і боях диканьських козаків. Поруч з церквою було відкрито й церковно-приходську школу. Школа славилась високою успішністю, і відмінниці отримували за успіхи в навчанні іменні «Святі Євангелія» з рук і за підписом княгині О.К. Кочубей. 
Церква мала таємні входи у підземелля. Один з'єднувався з системою підземних ходів, виритих під поселенням для захисту від спустошливих татарських набігів. Другий пролягав до збудованого під церквою біля правого крилосу склепу, у якому у 1786 році був похований П.В.Кочубей разом з дружиною Уляною Безбородько. Її брат — граф О.А. Безбородько, допоміг своєму племіннику Віктору Павловичу Кочубею розбудувати Диканьку, створивши найбільший на Полтавщині природно-архітектурне середовище.

## Особливості архітектури
Троїцька церква побудована в стилі пізнього бароко. З висоти пташиного польоту будівля церкви має форму хреста. Кути церкви оформлені пілястрами та прямокутними колонами. Стіни з великою кількістю ліпних прикрас завершуються високими карнизами. За композицією відноситься до однокупольних церков і має чотири напівкупола. Церква виділяється витонченим декором, всередині церкви розкішний інтер'єр, близький до класичної церкви минулого століття. 

## Галерея

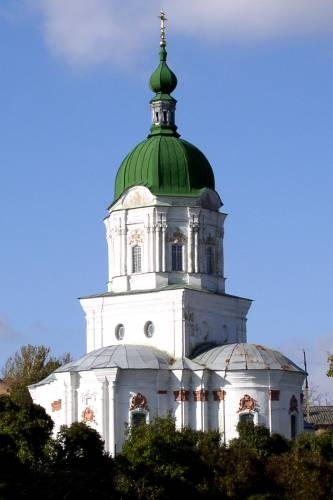
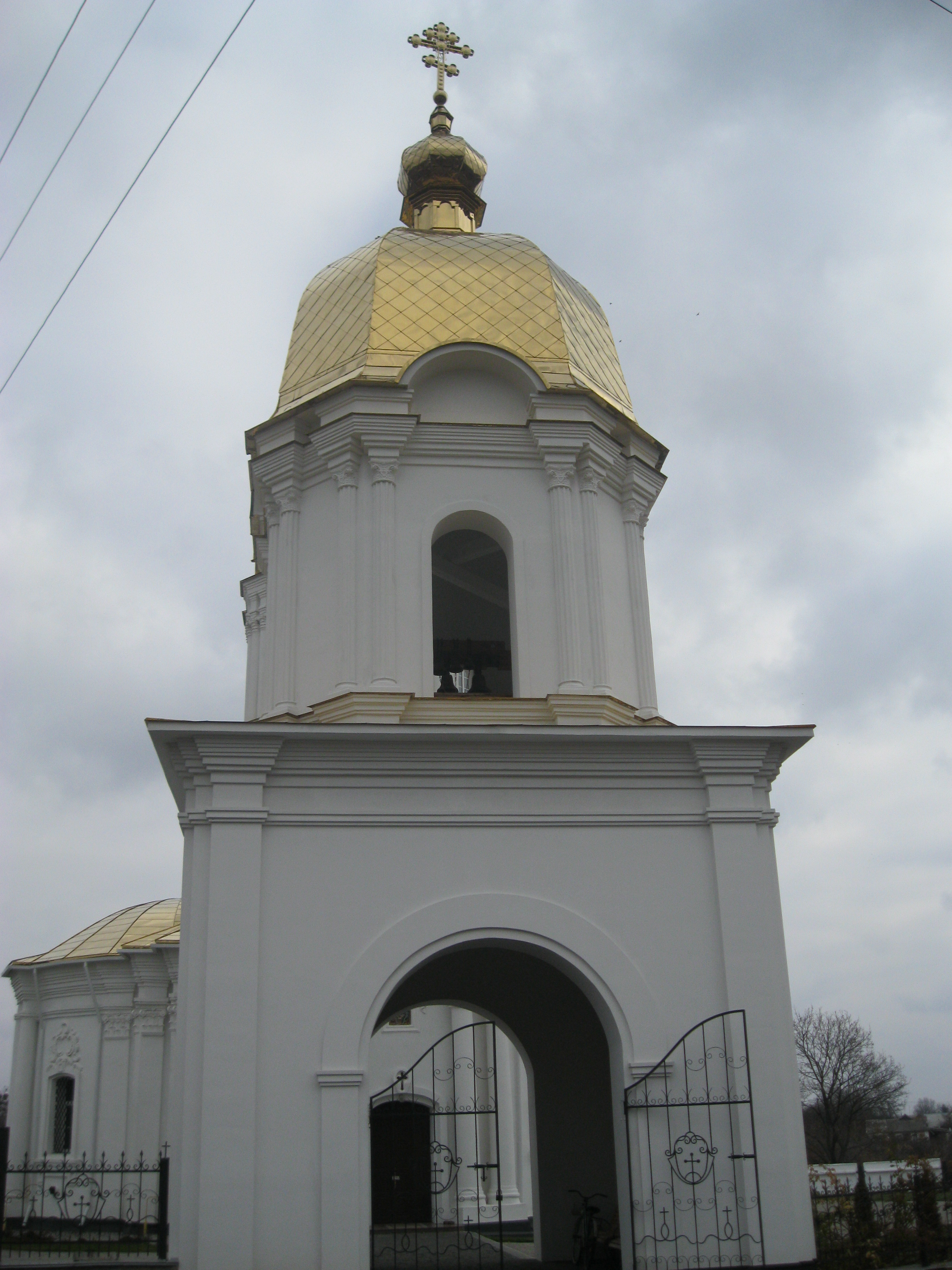
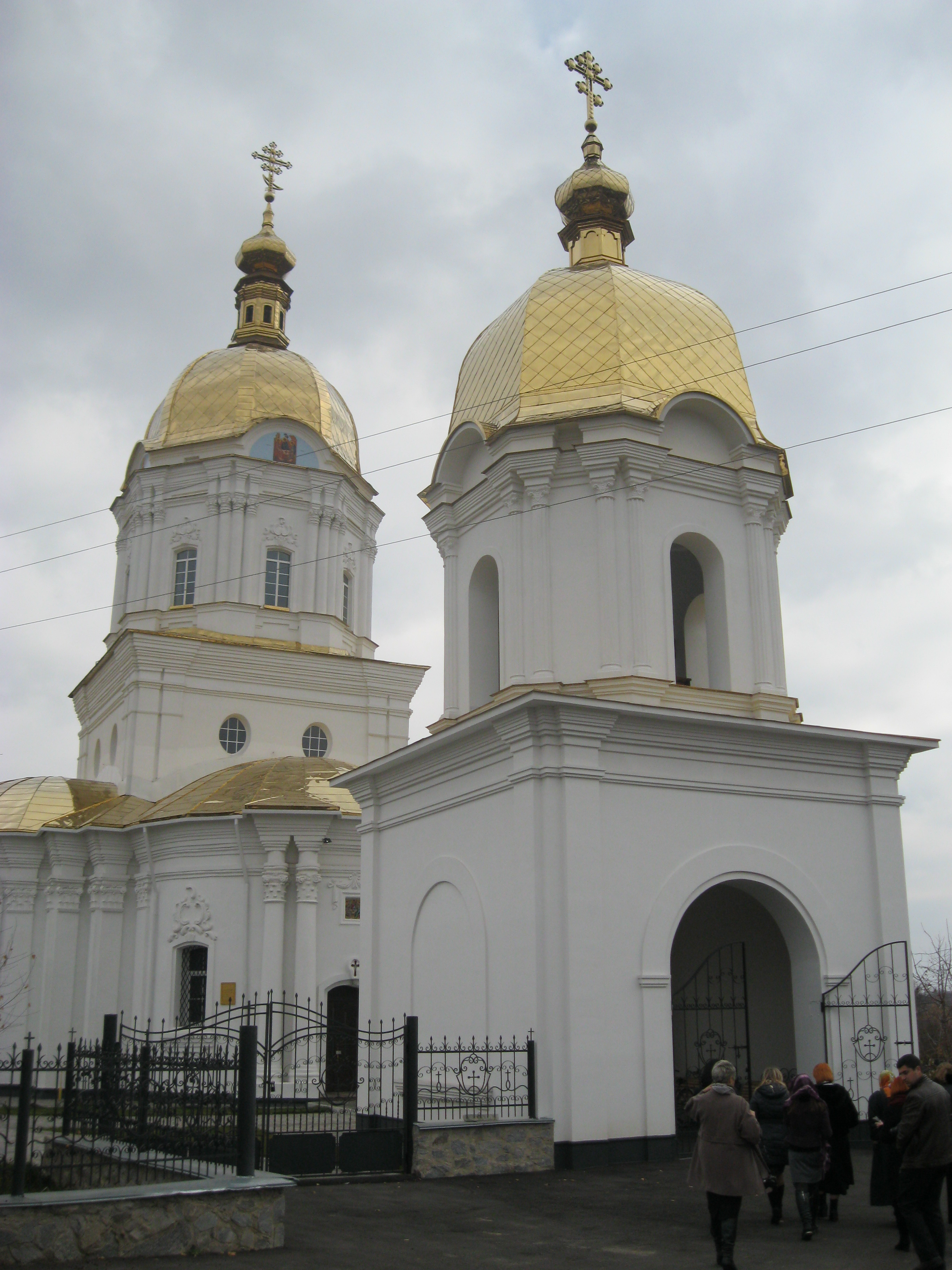
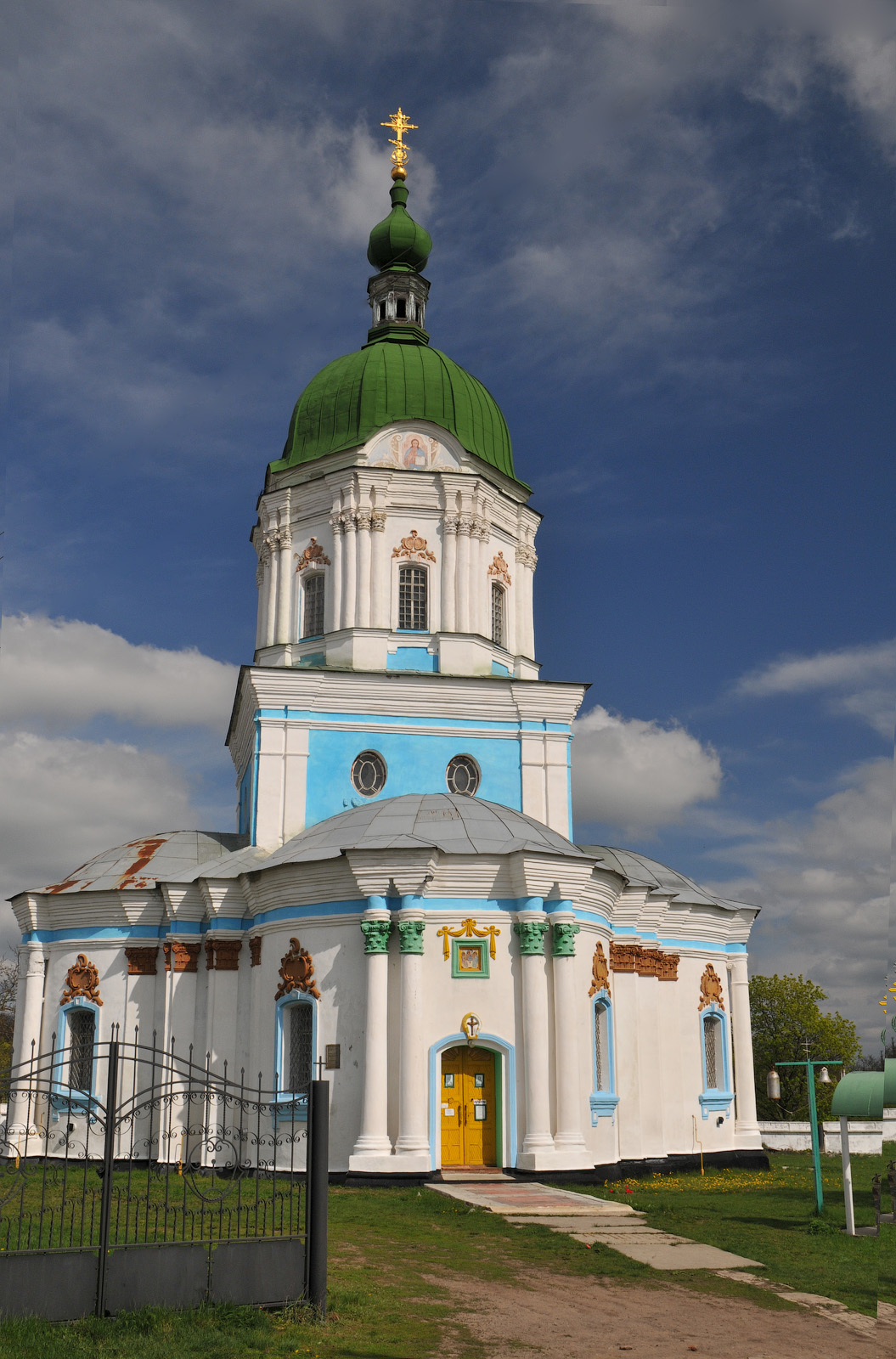
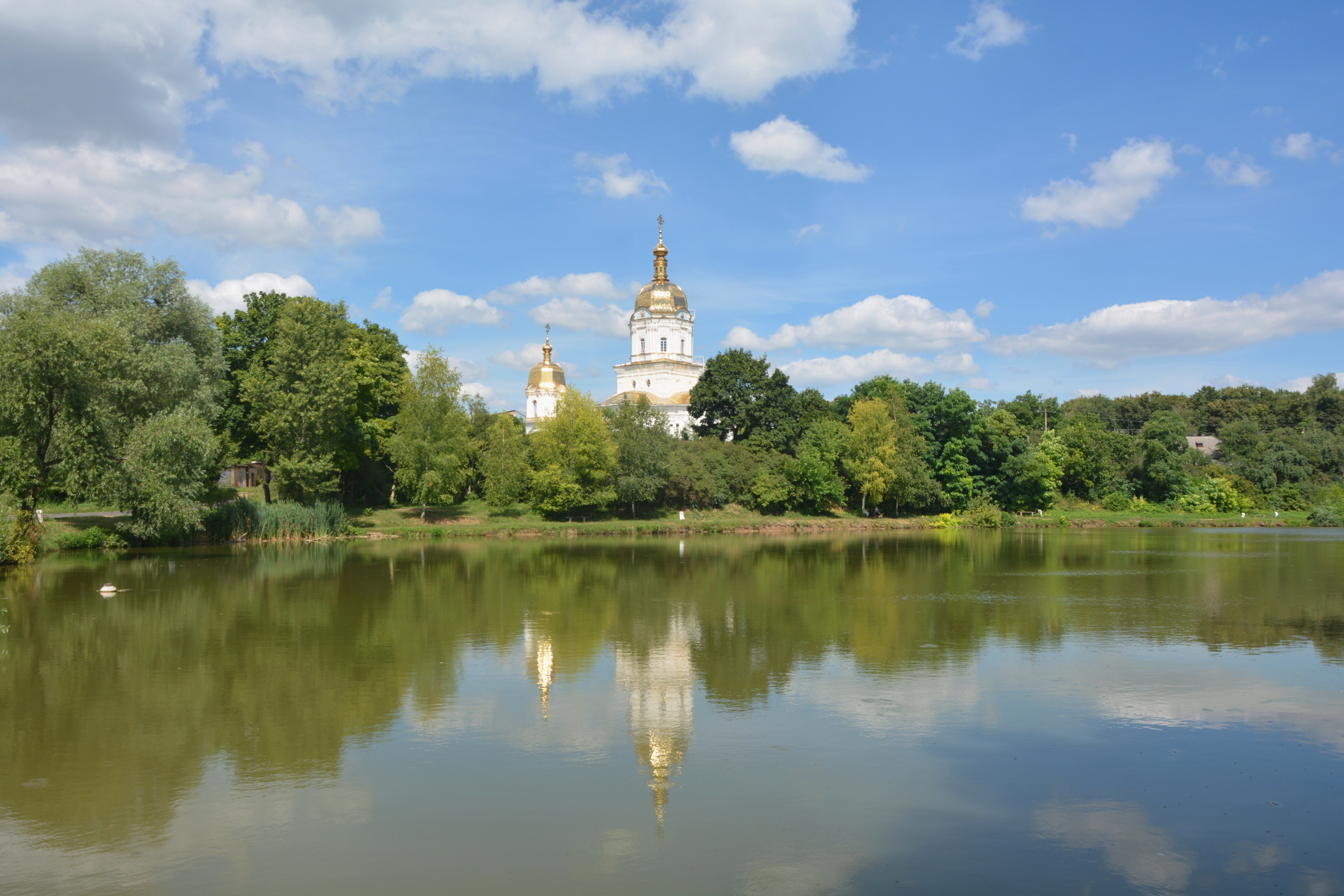
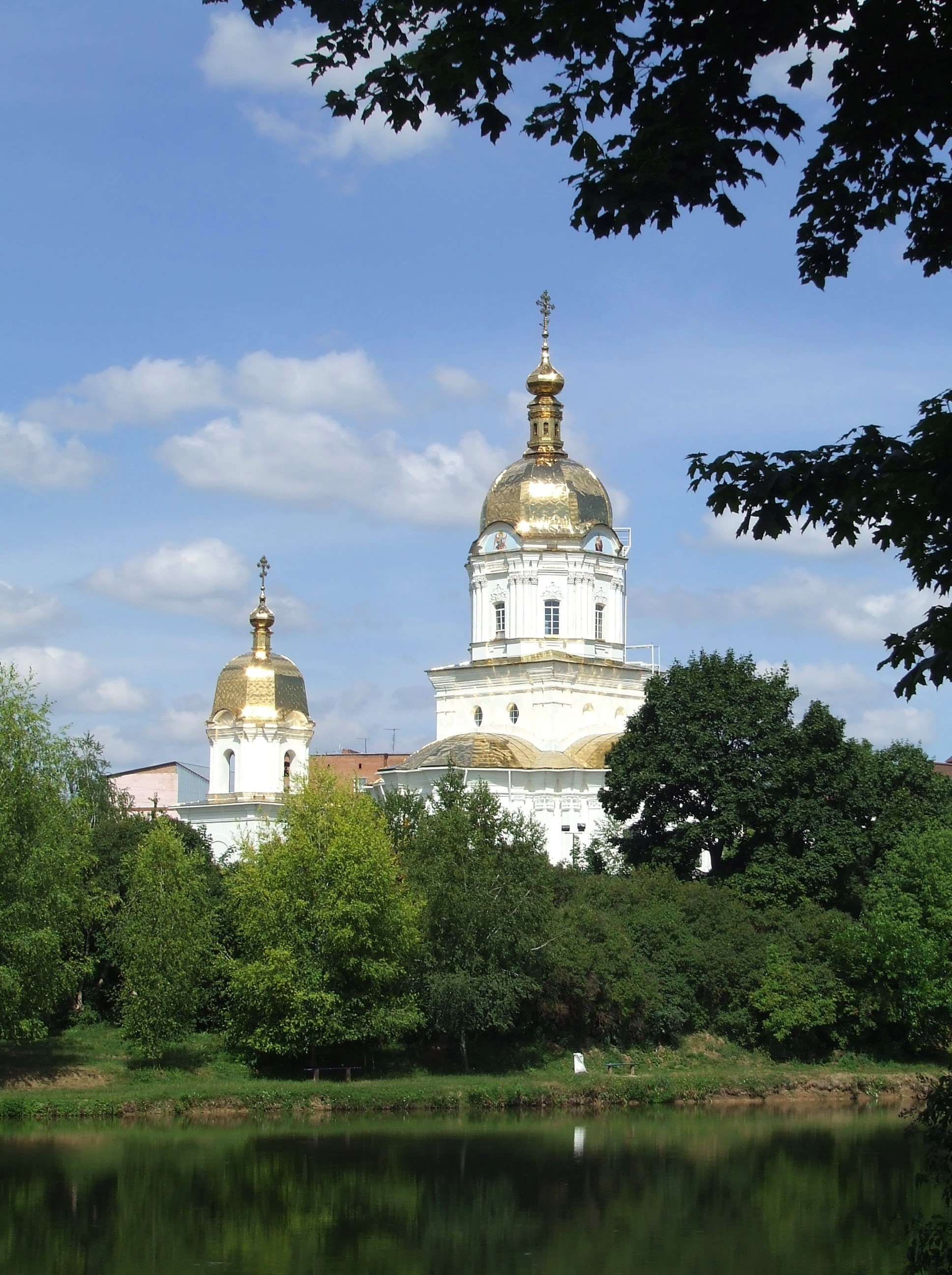
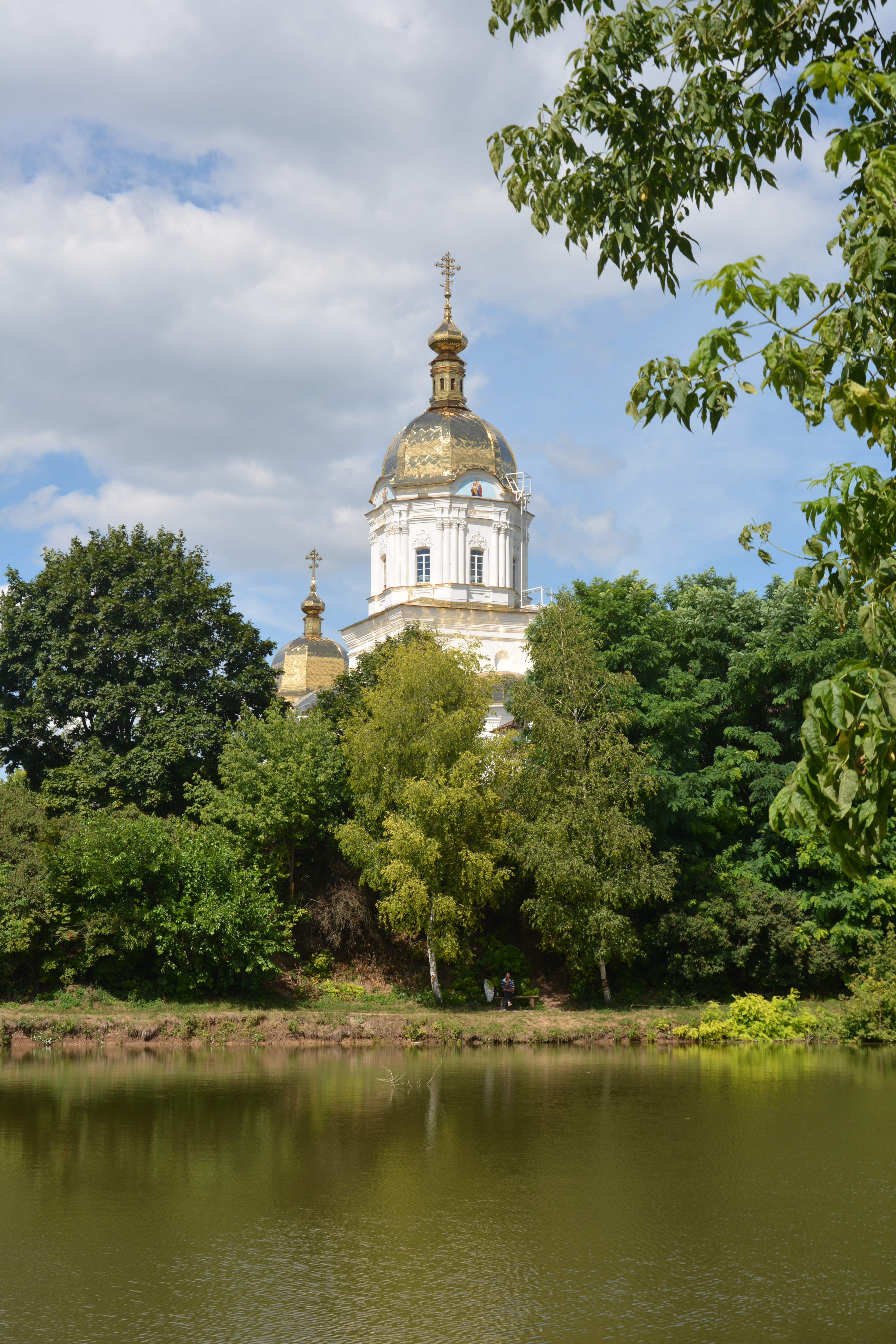
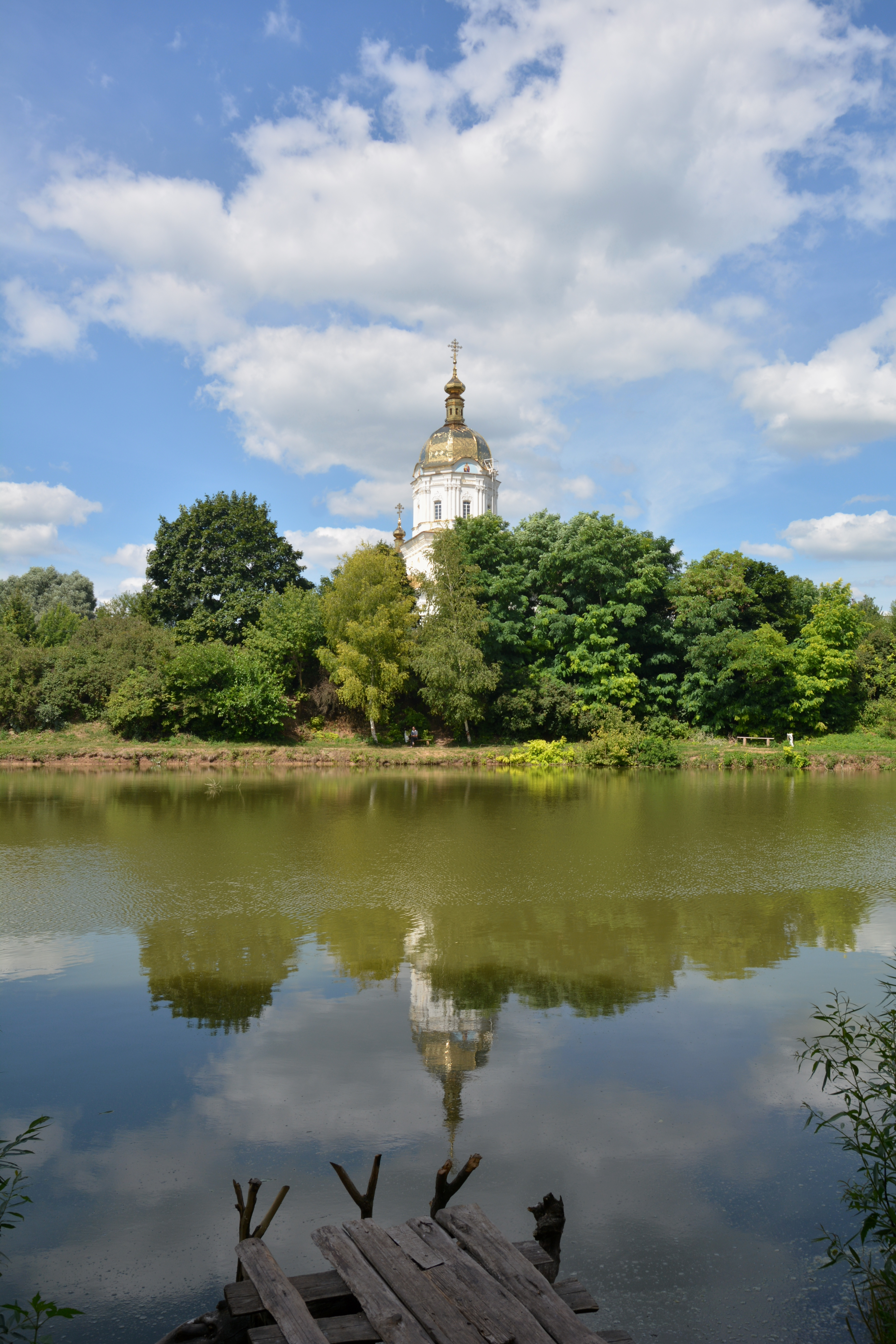
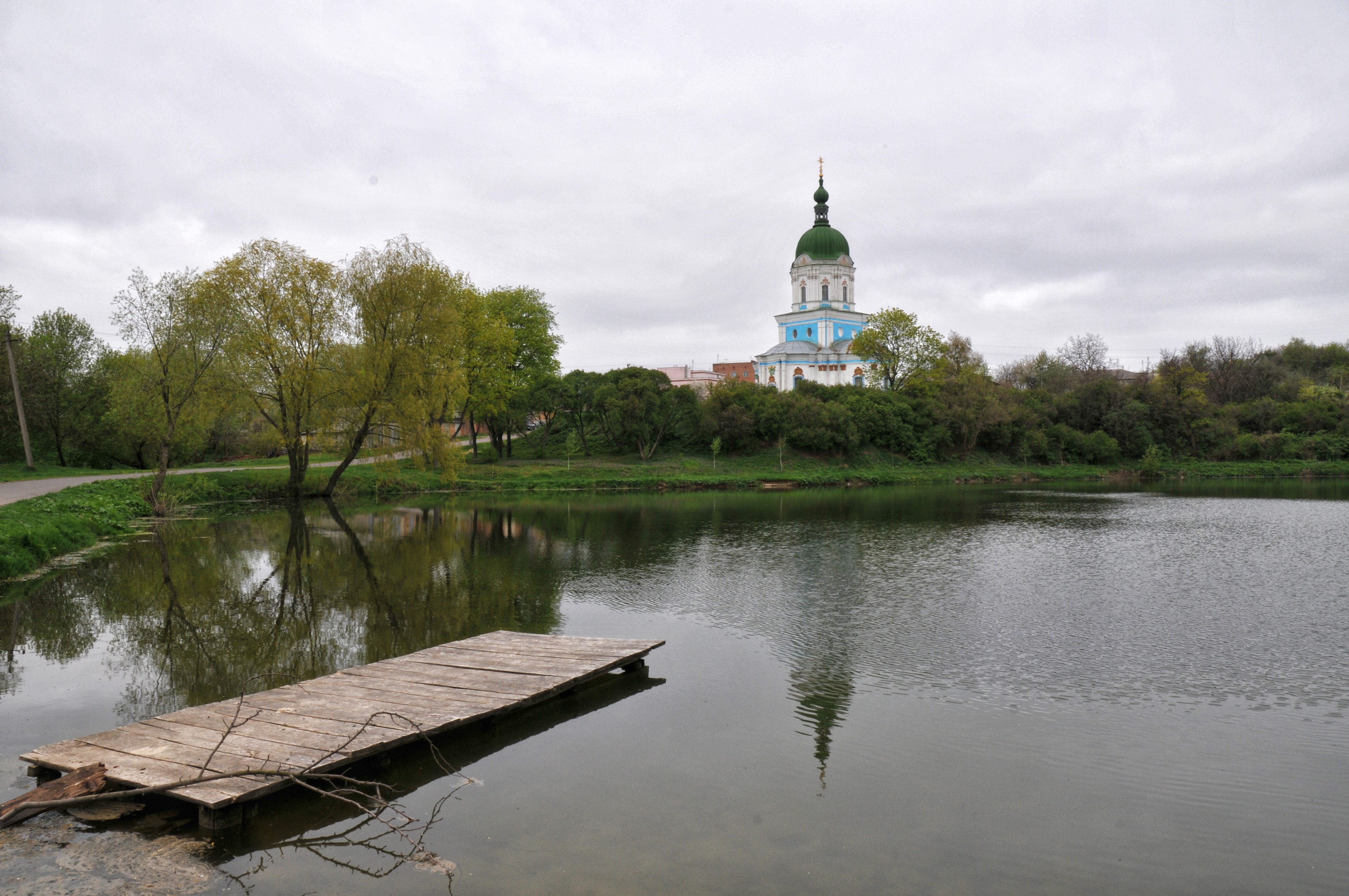
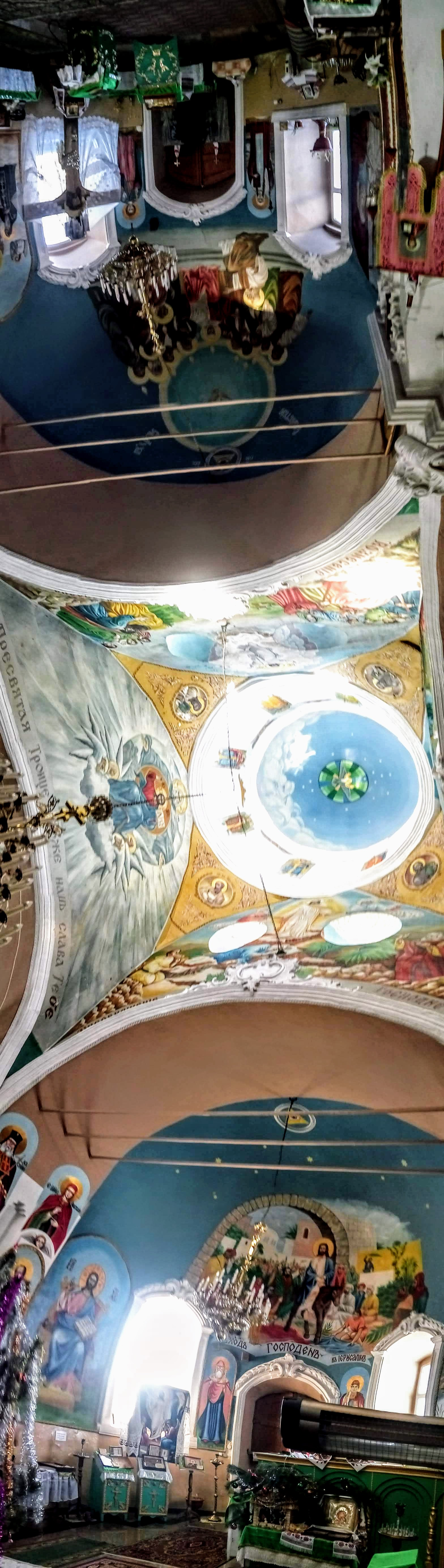
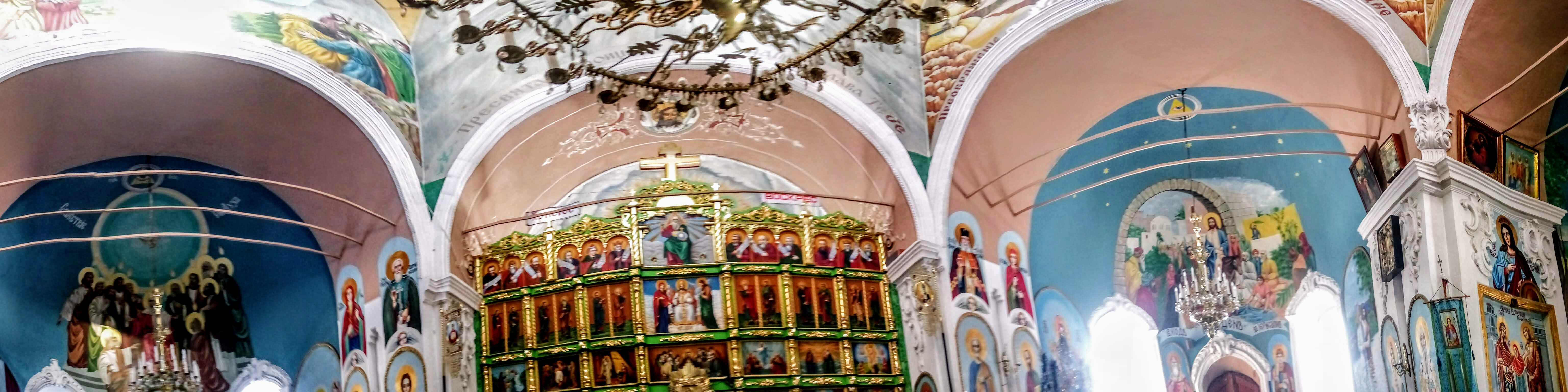
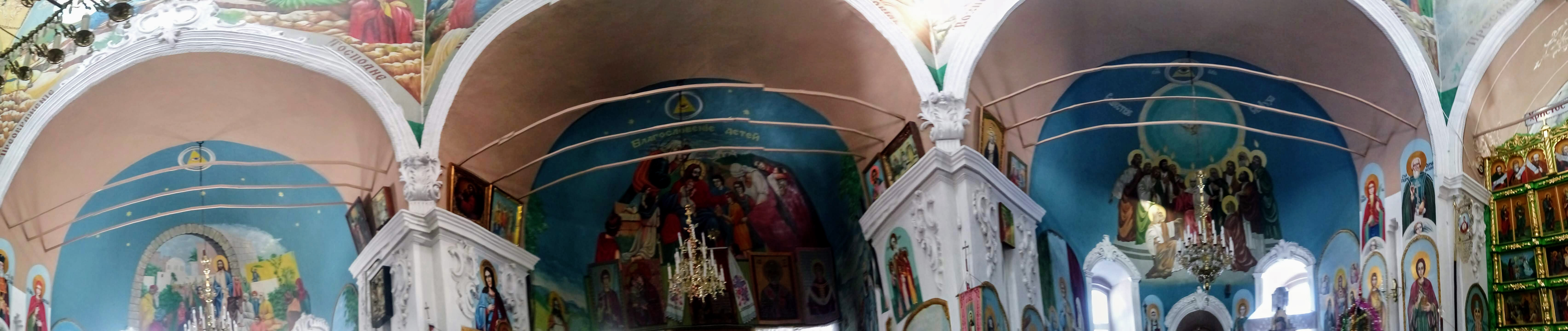
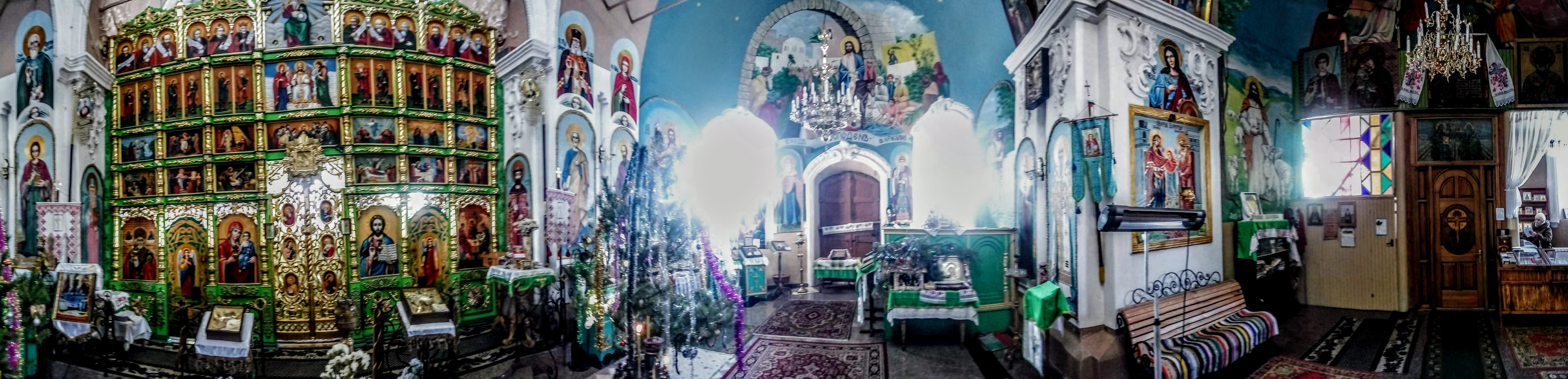
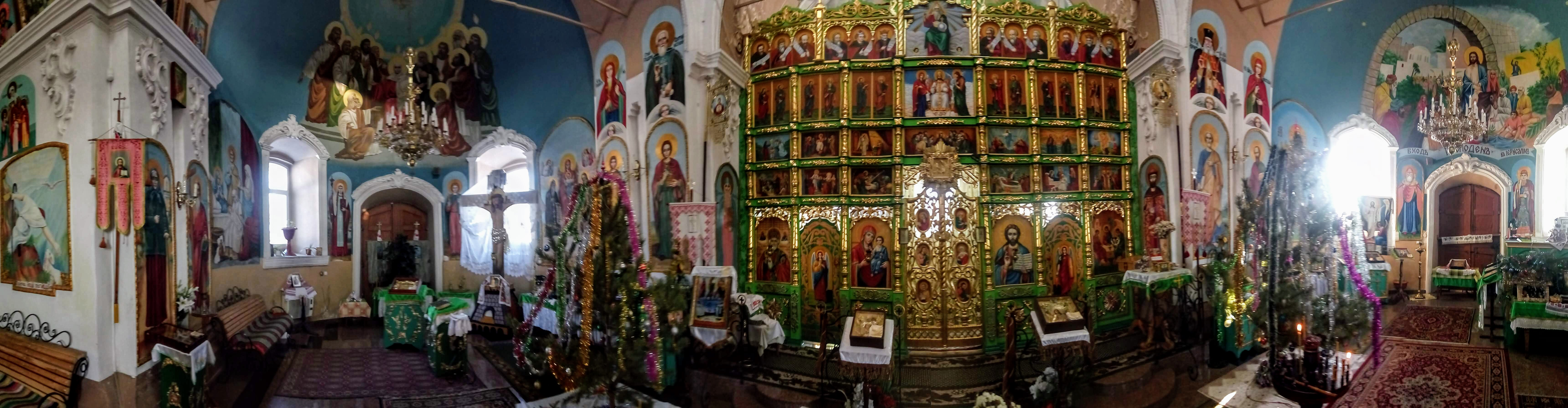
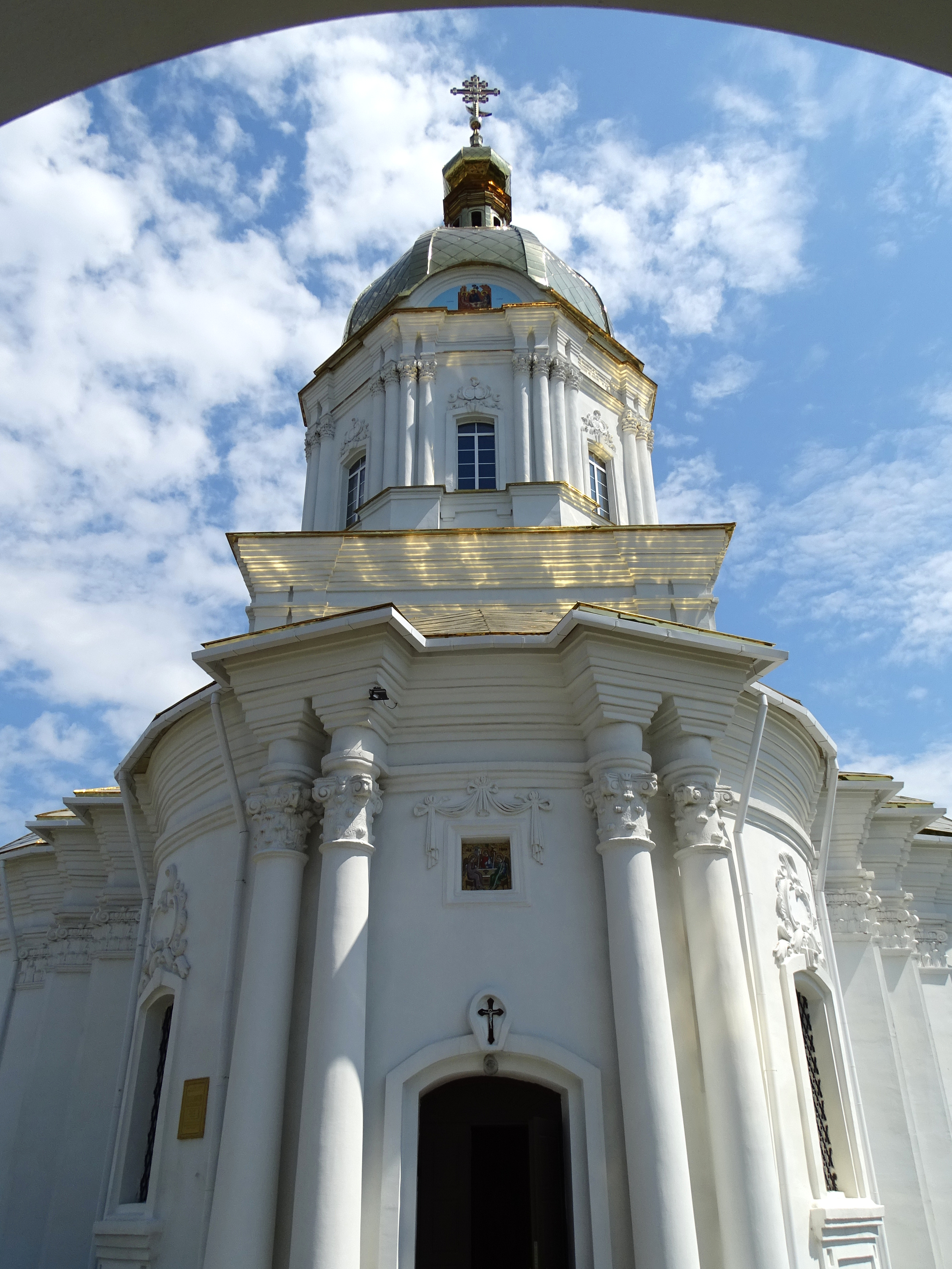
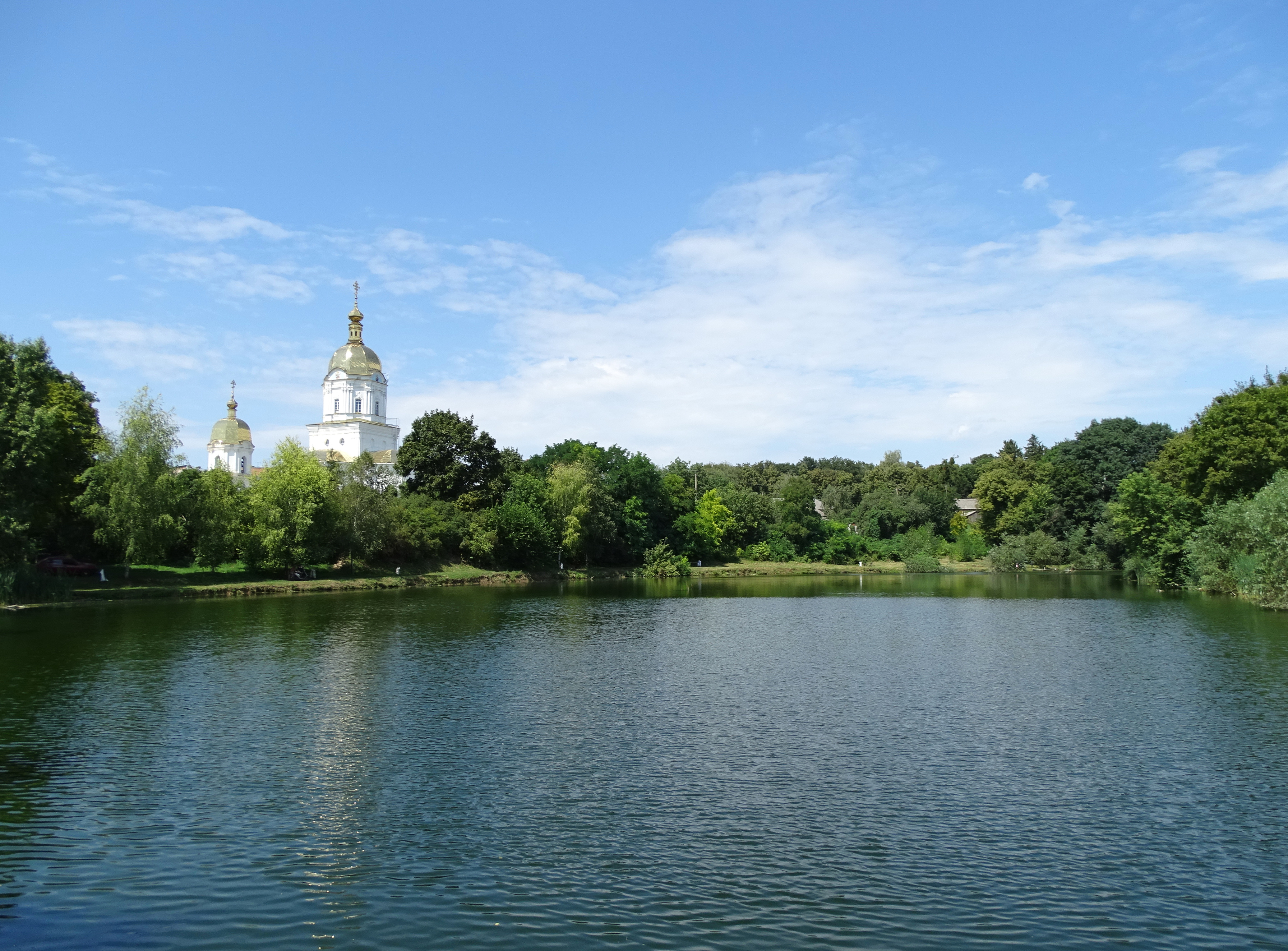
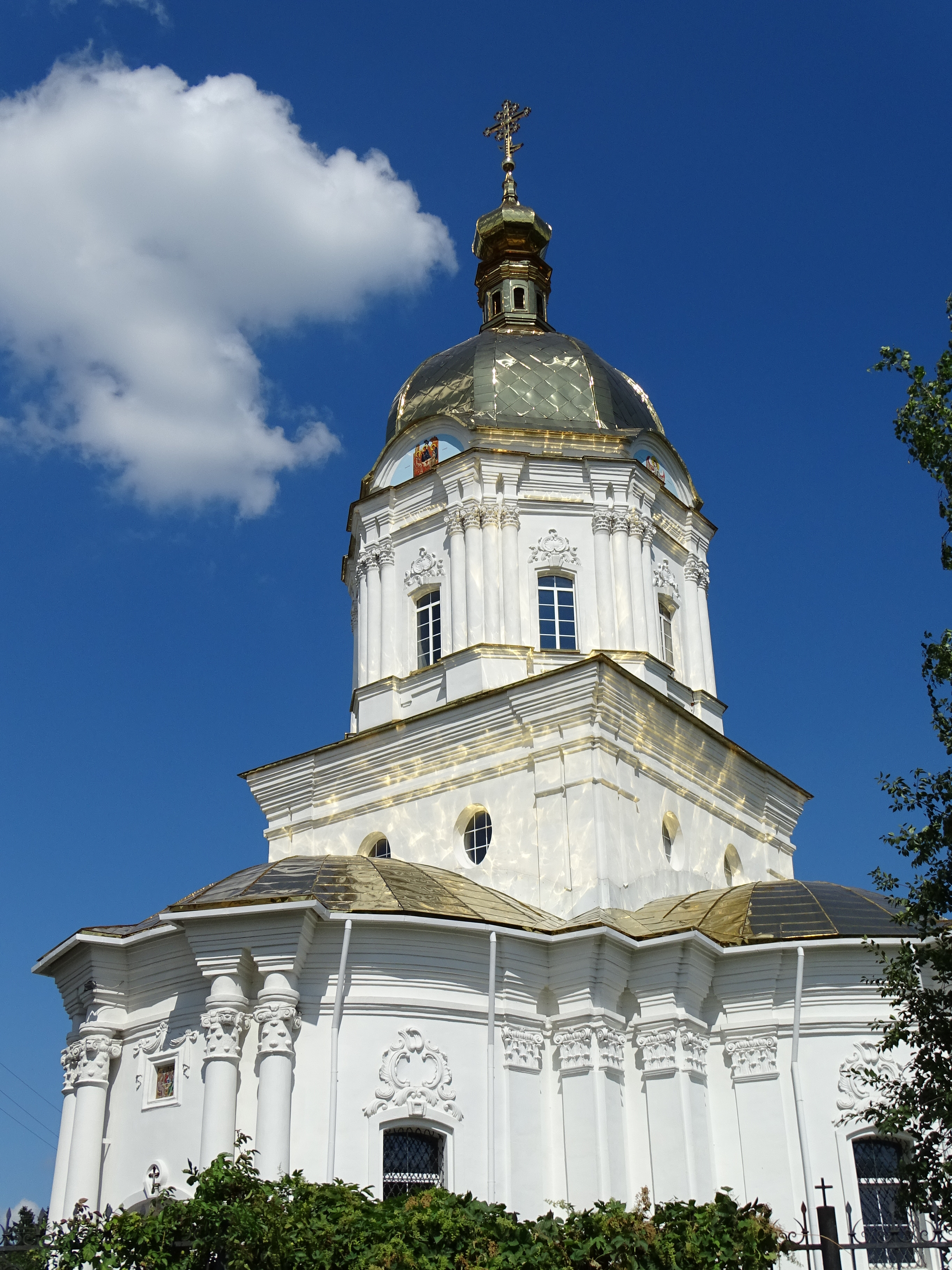
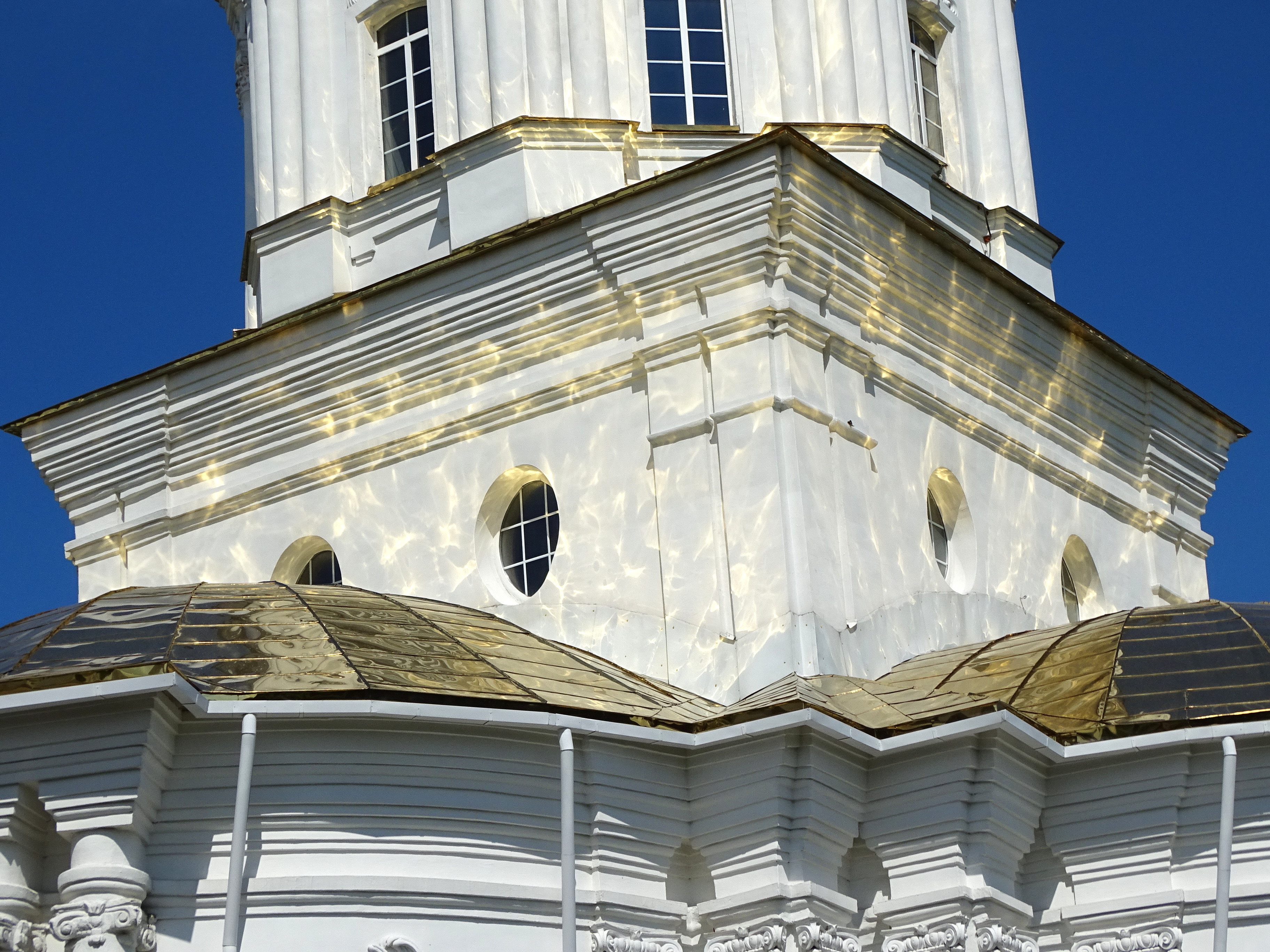
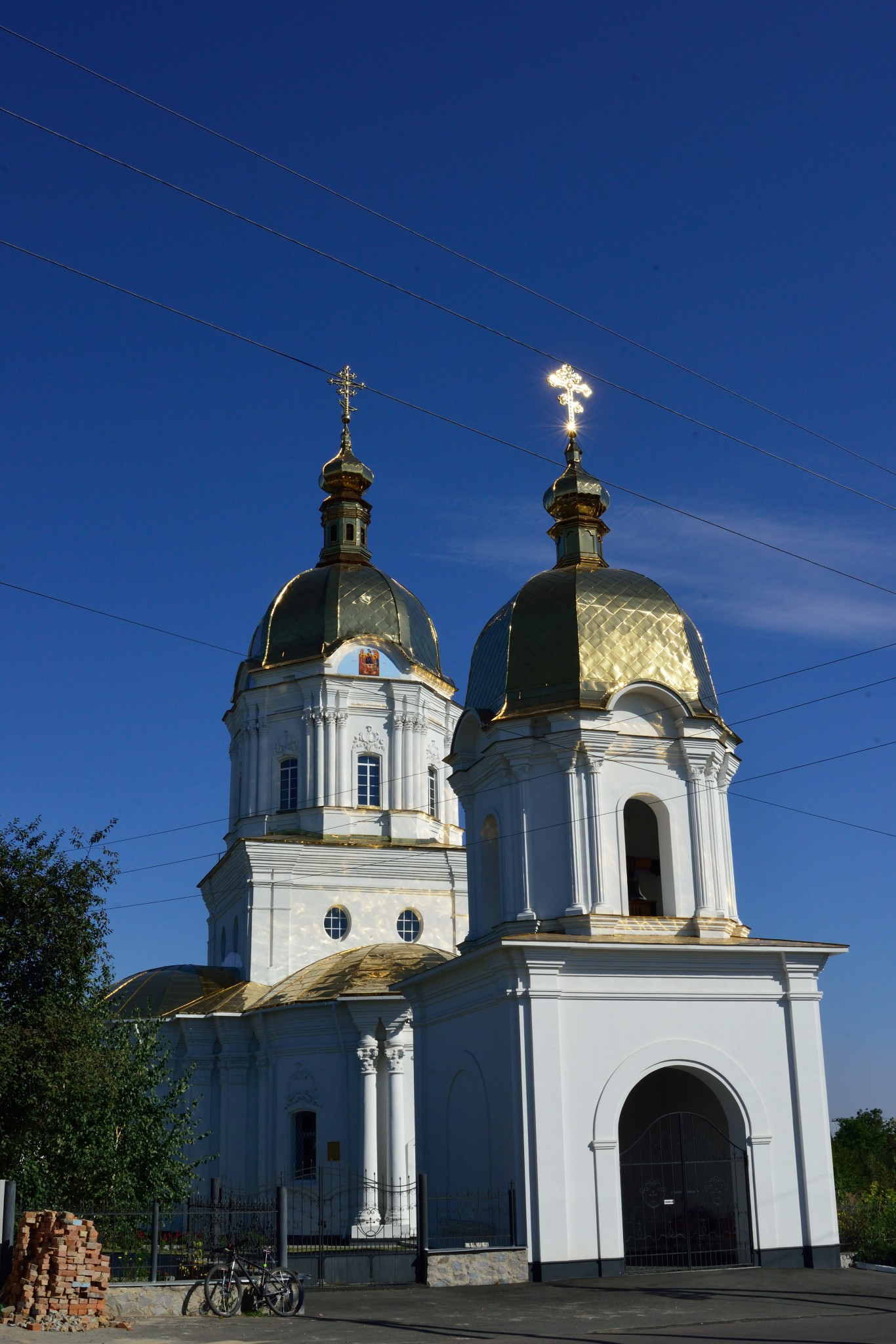
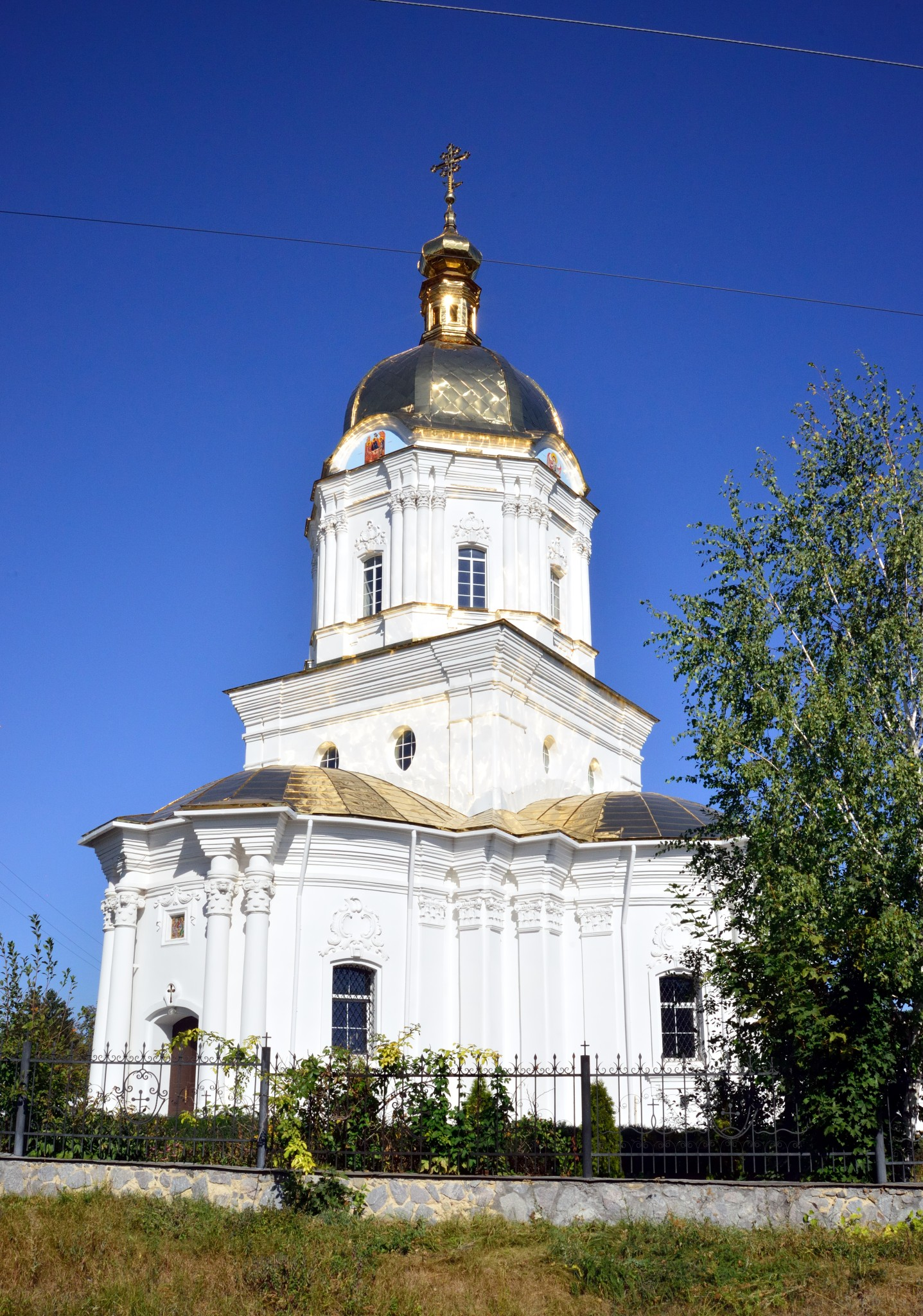
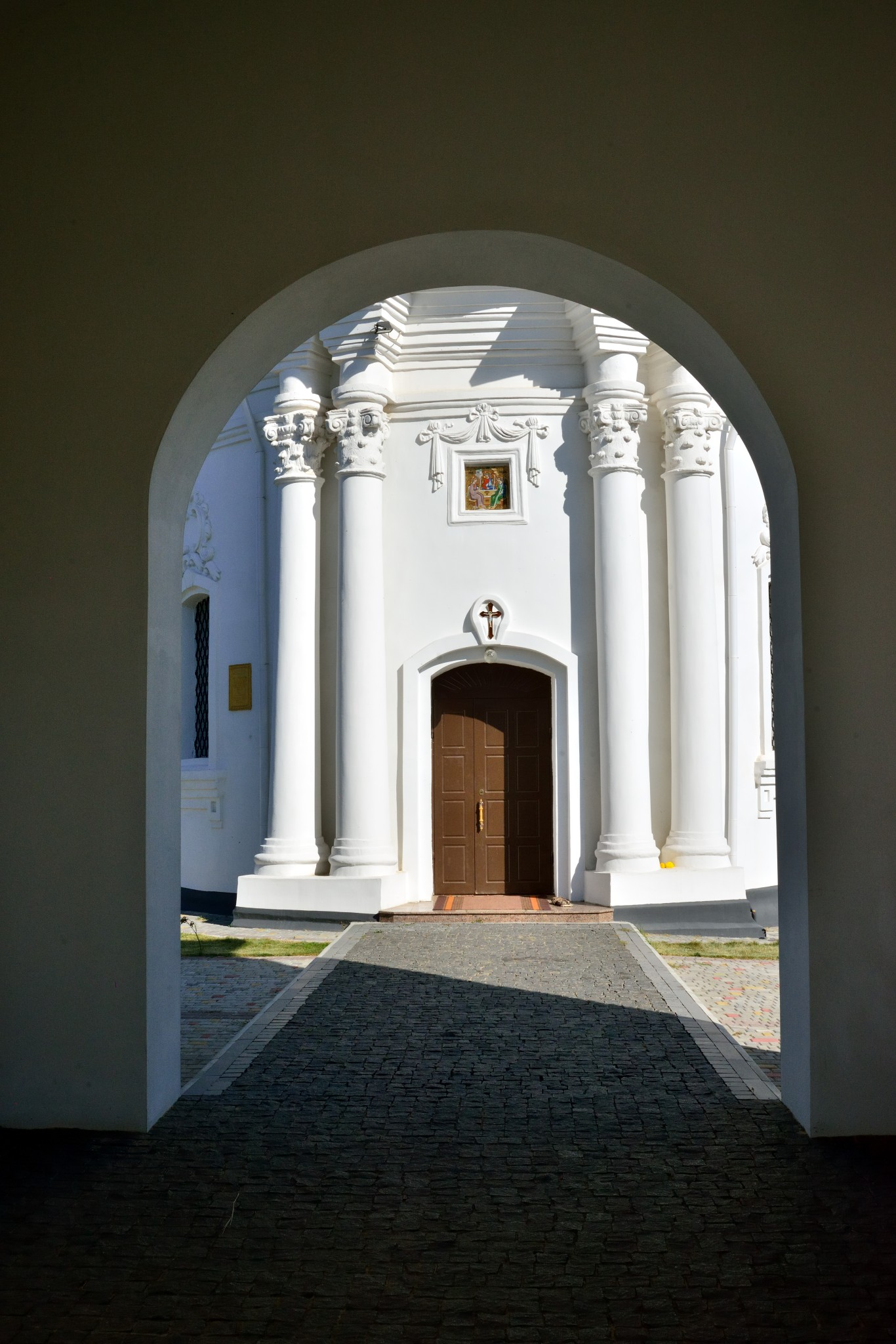
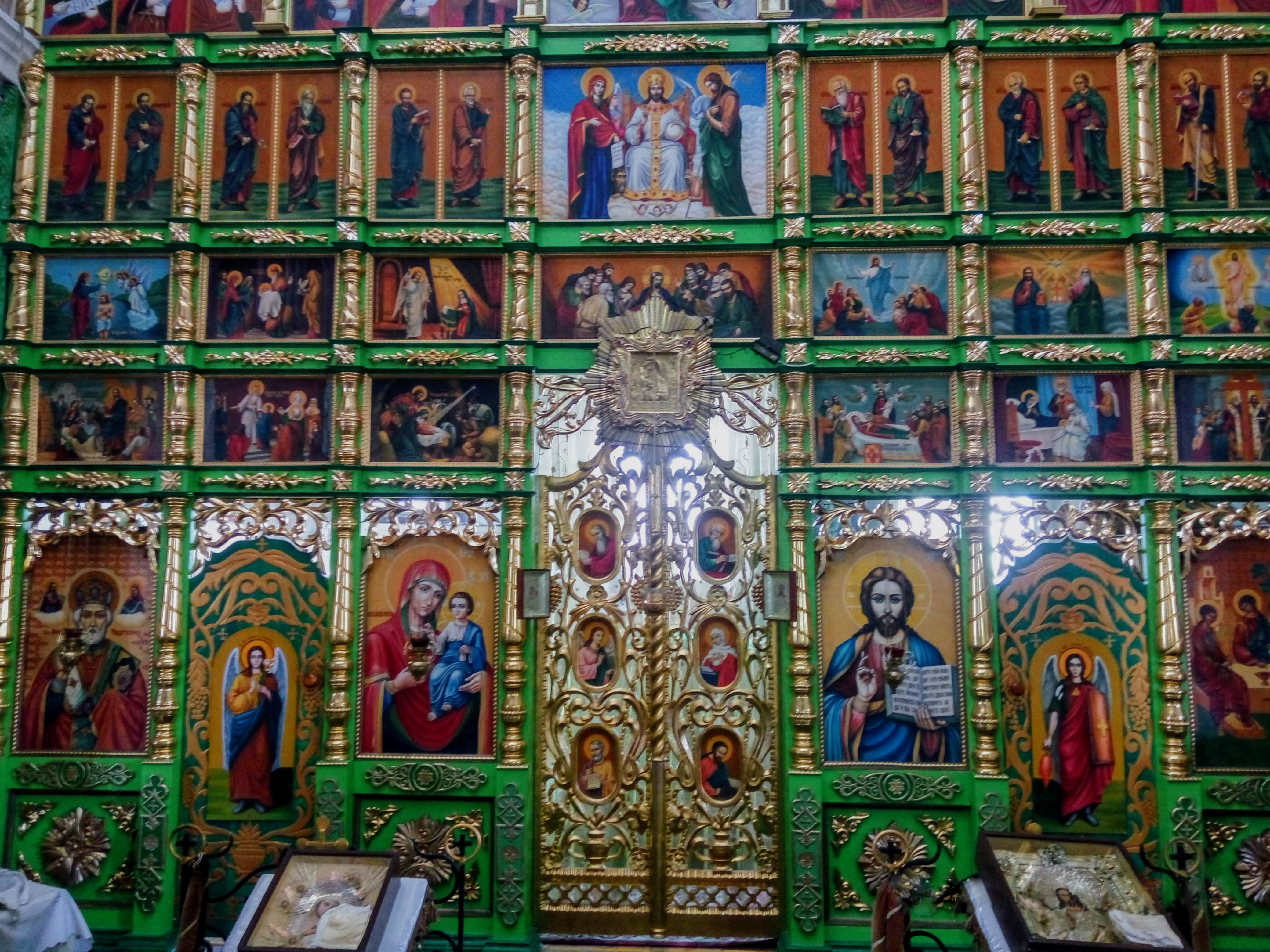
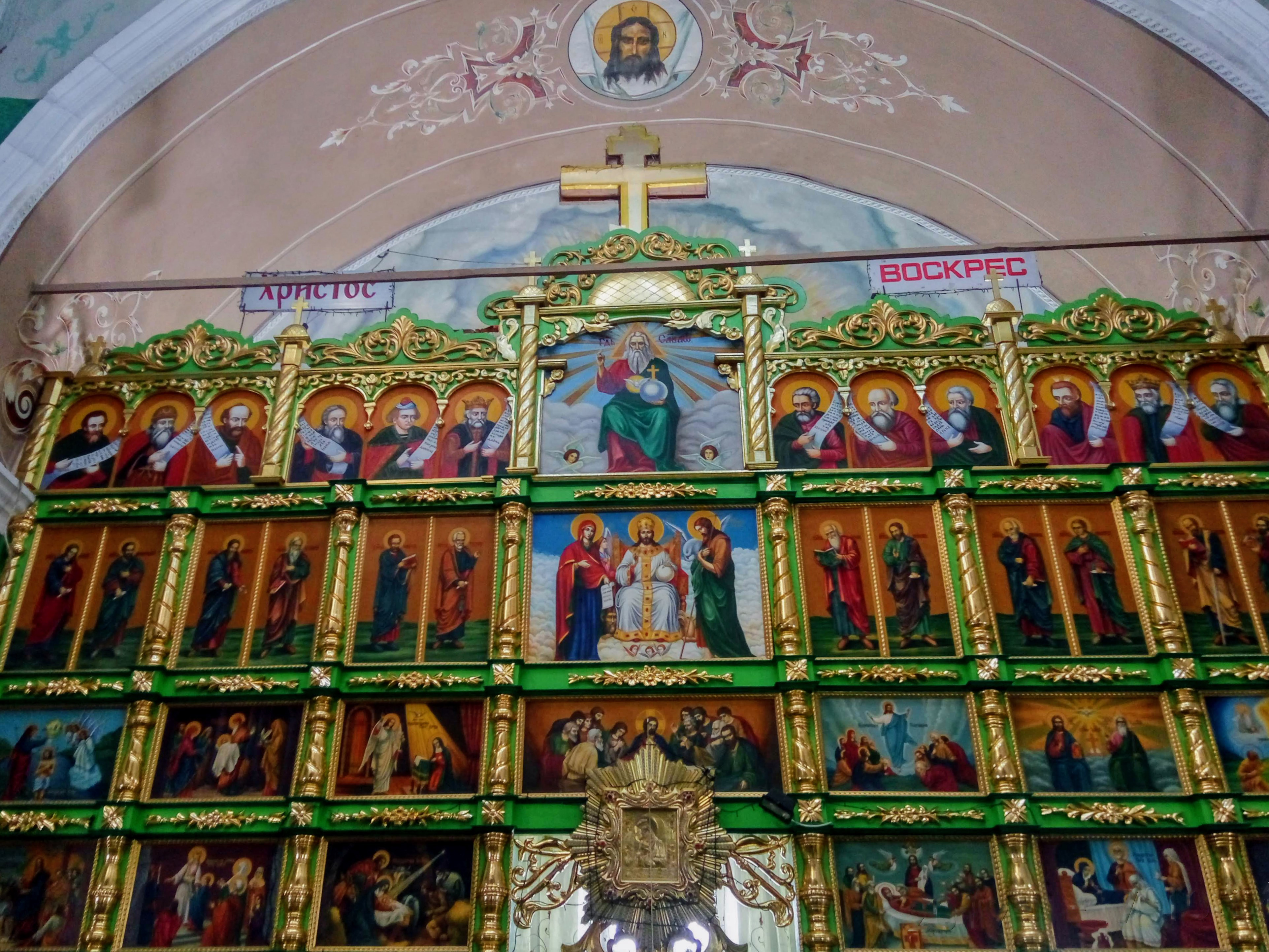
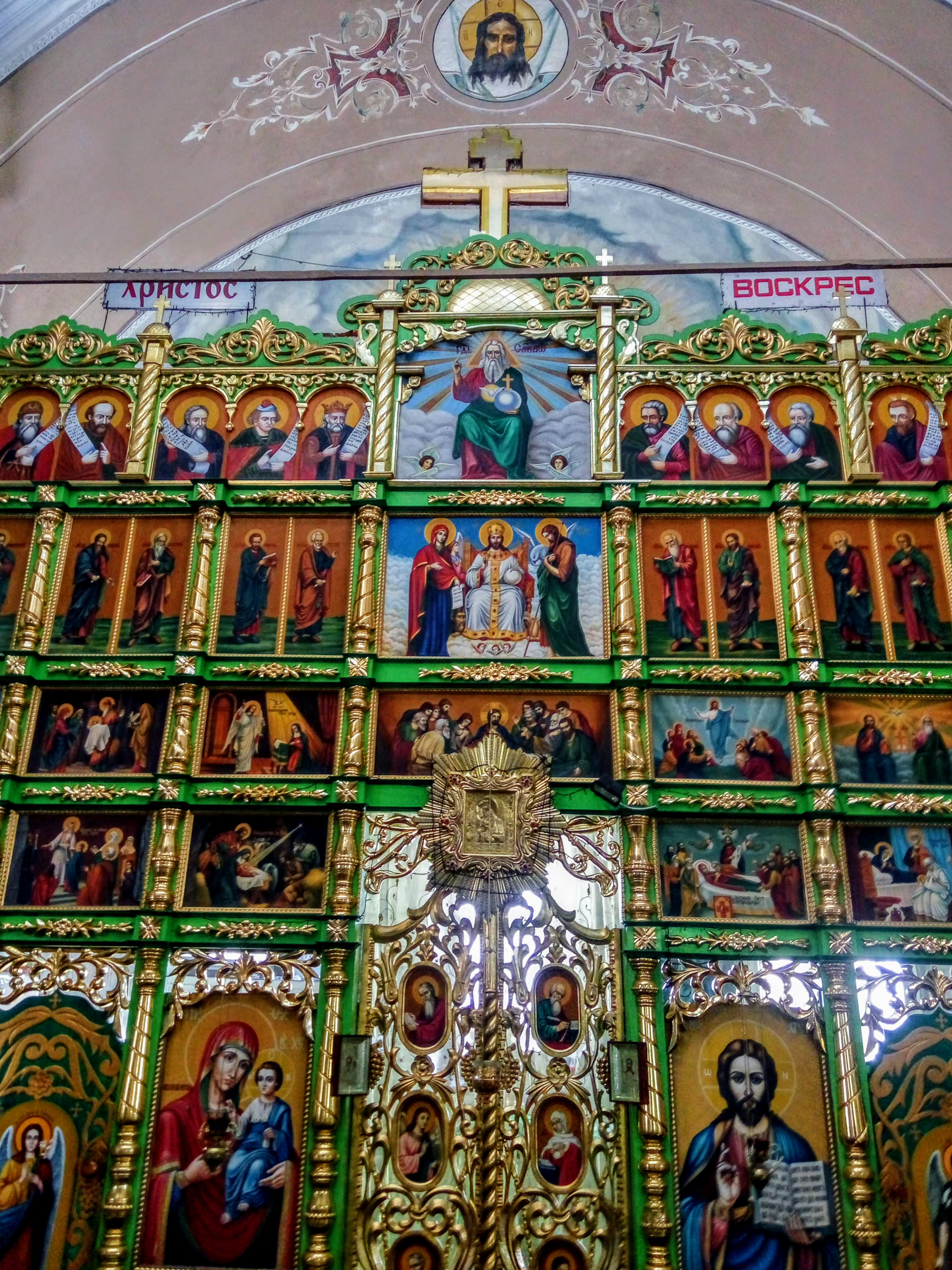
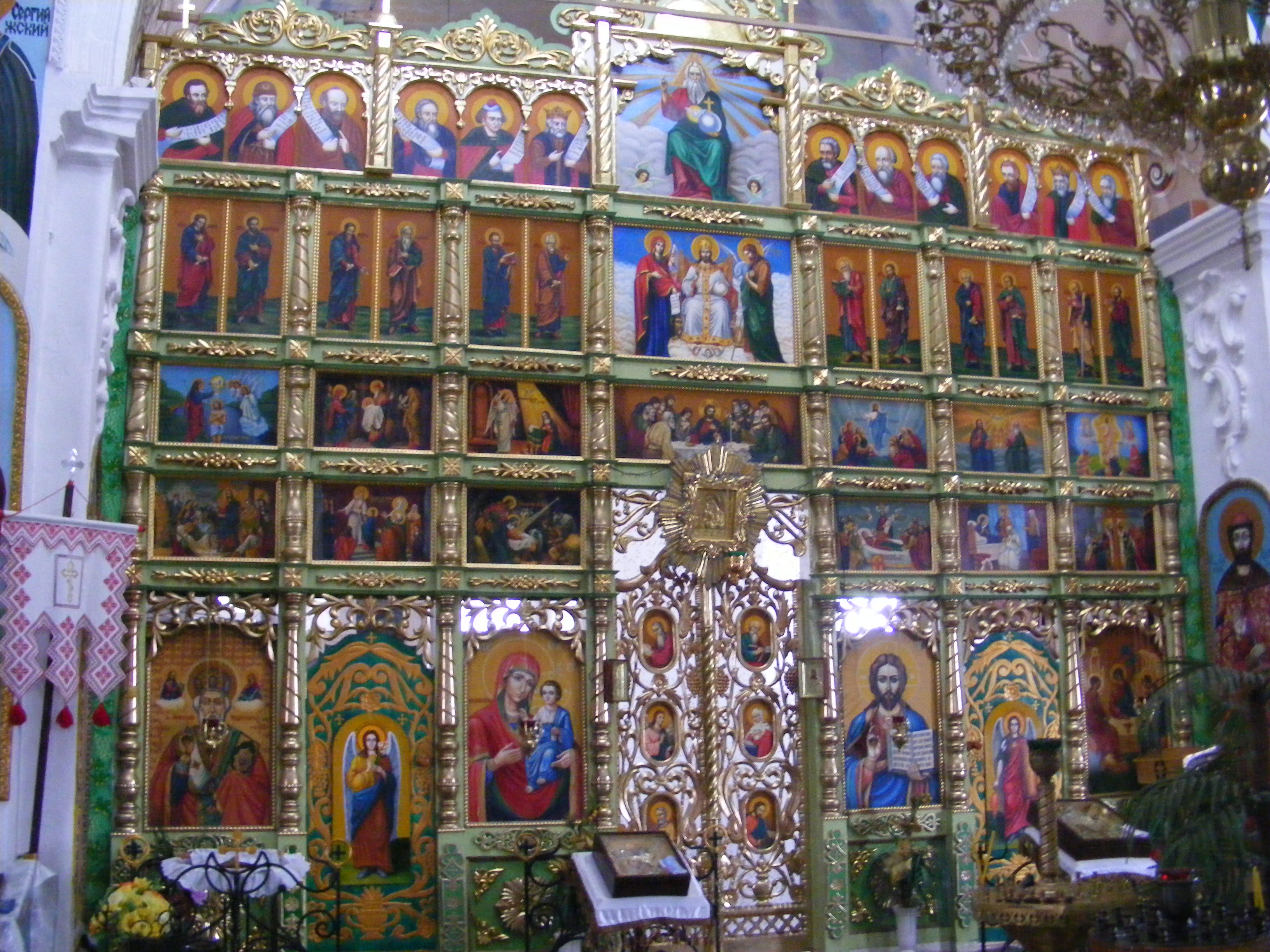
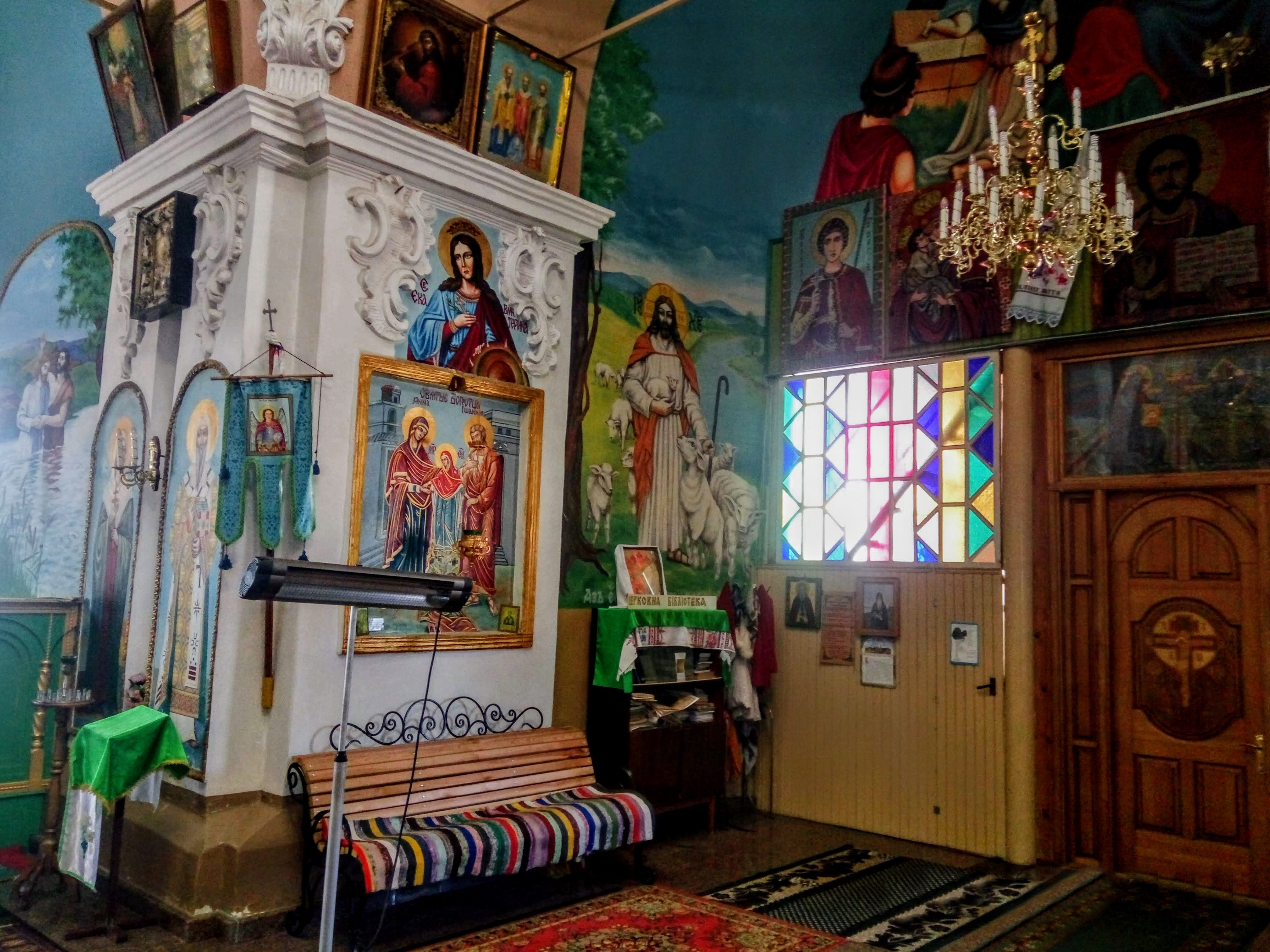
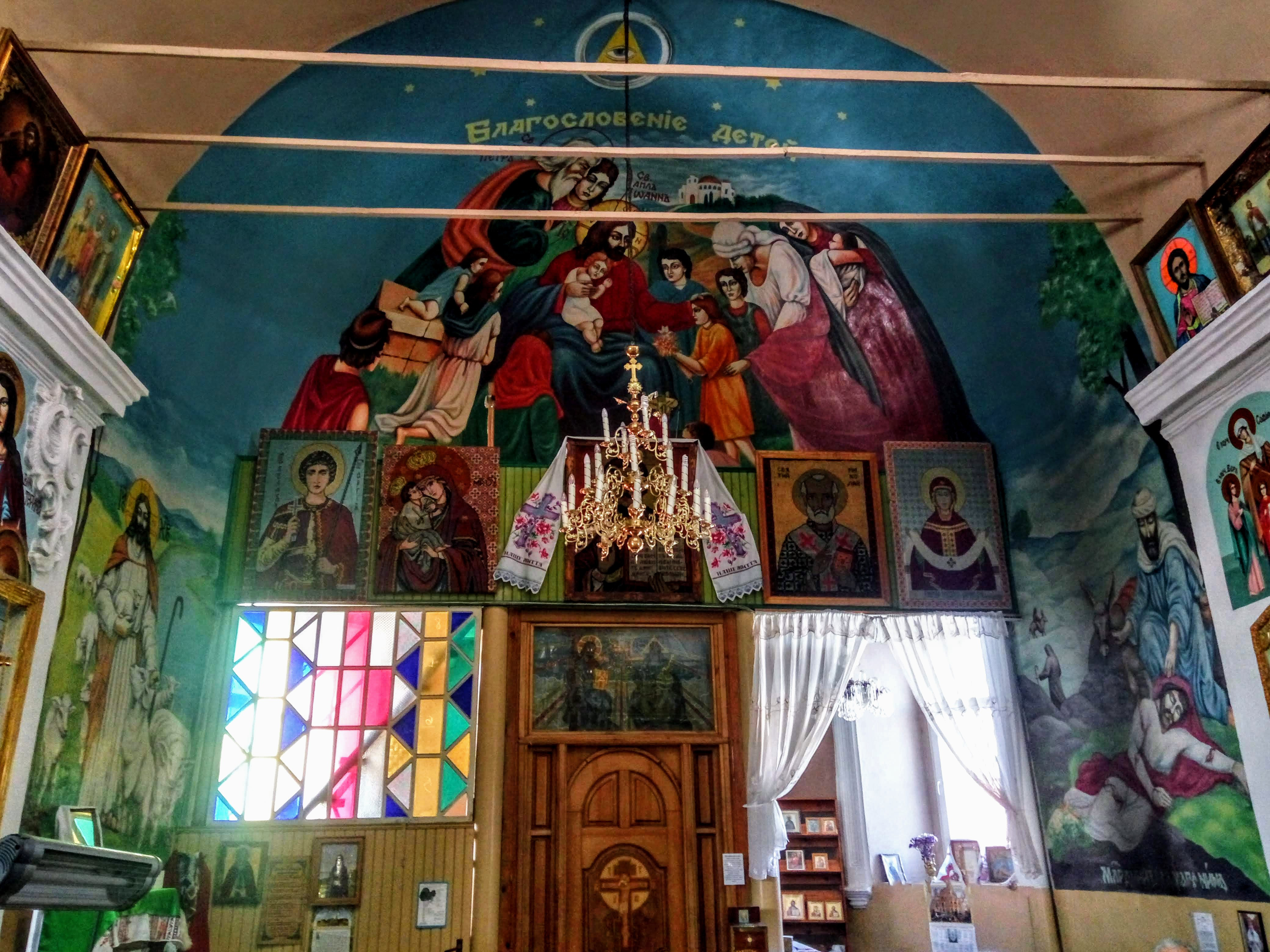
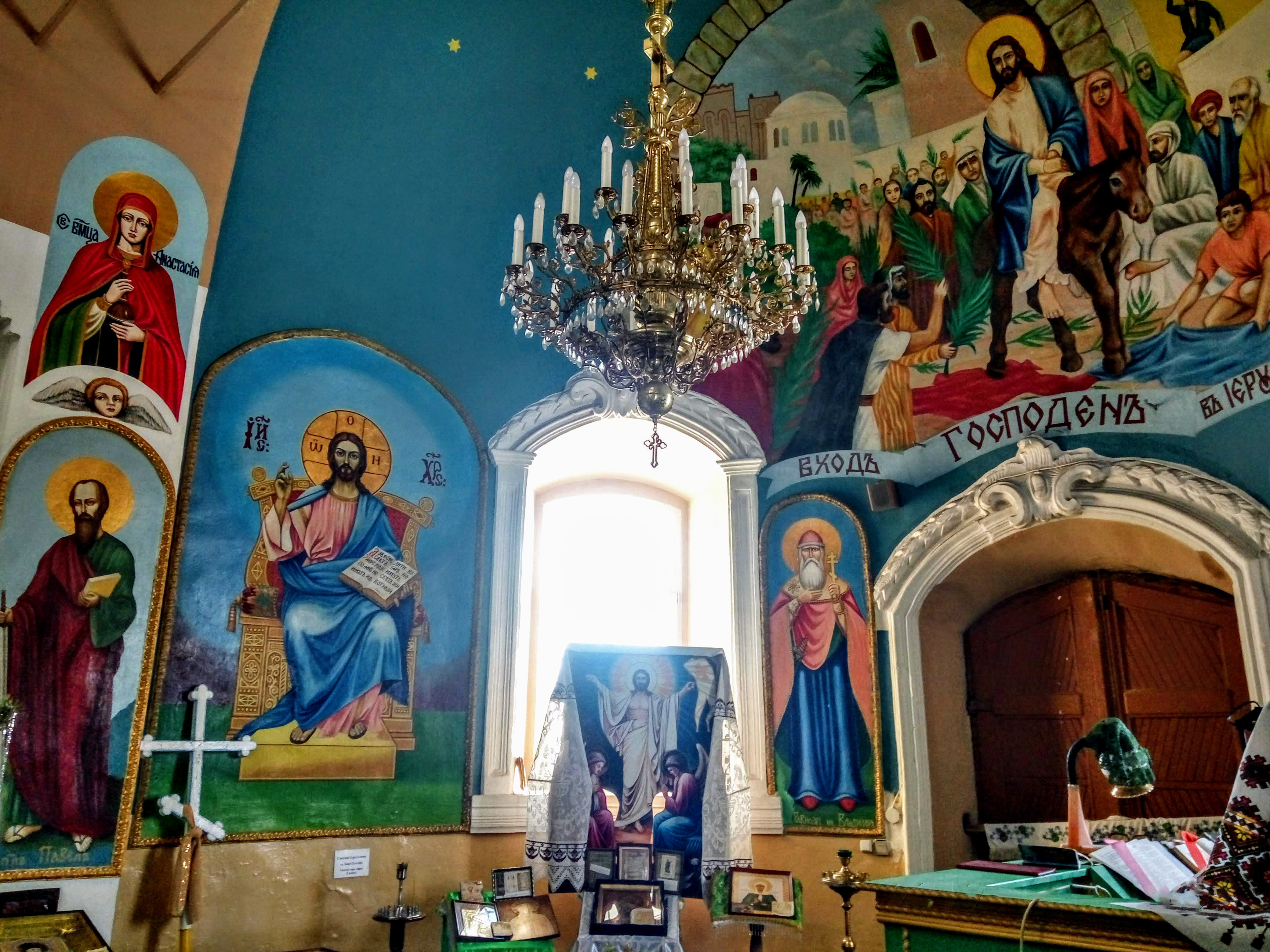
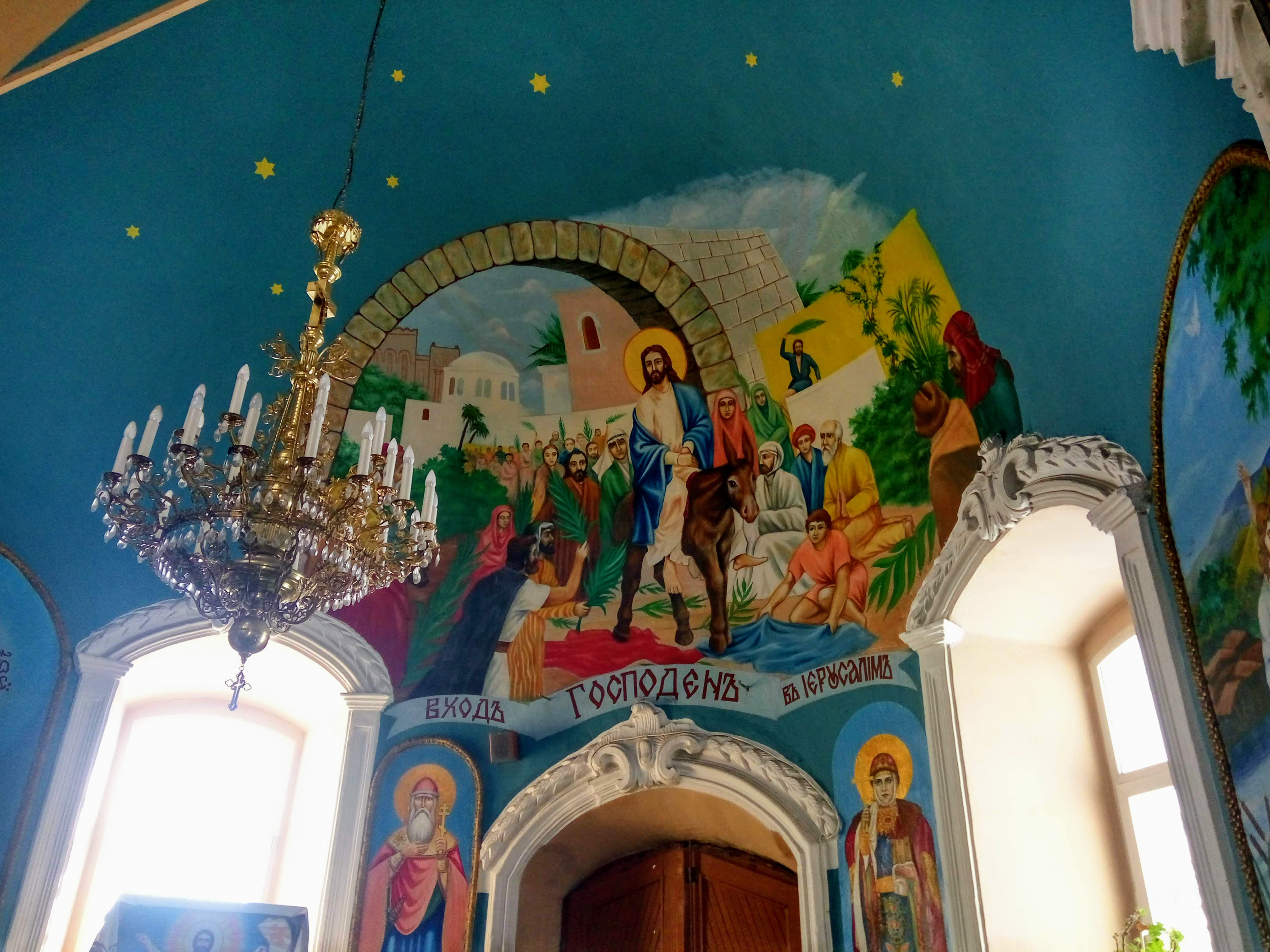
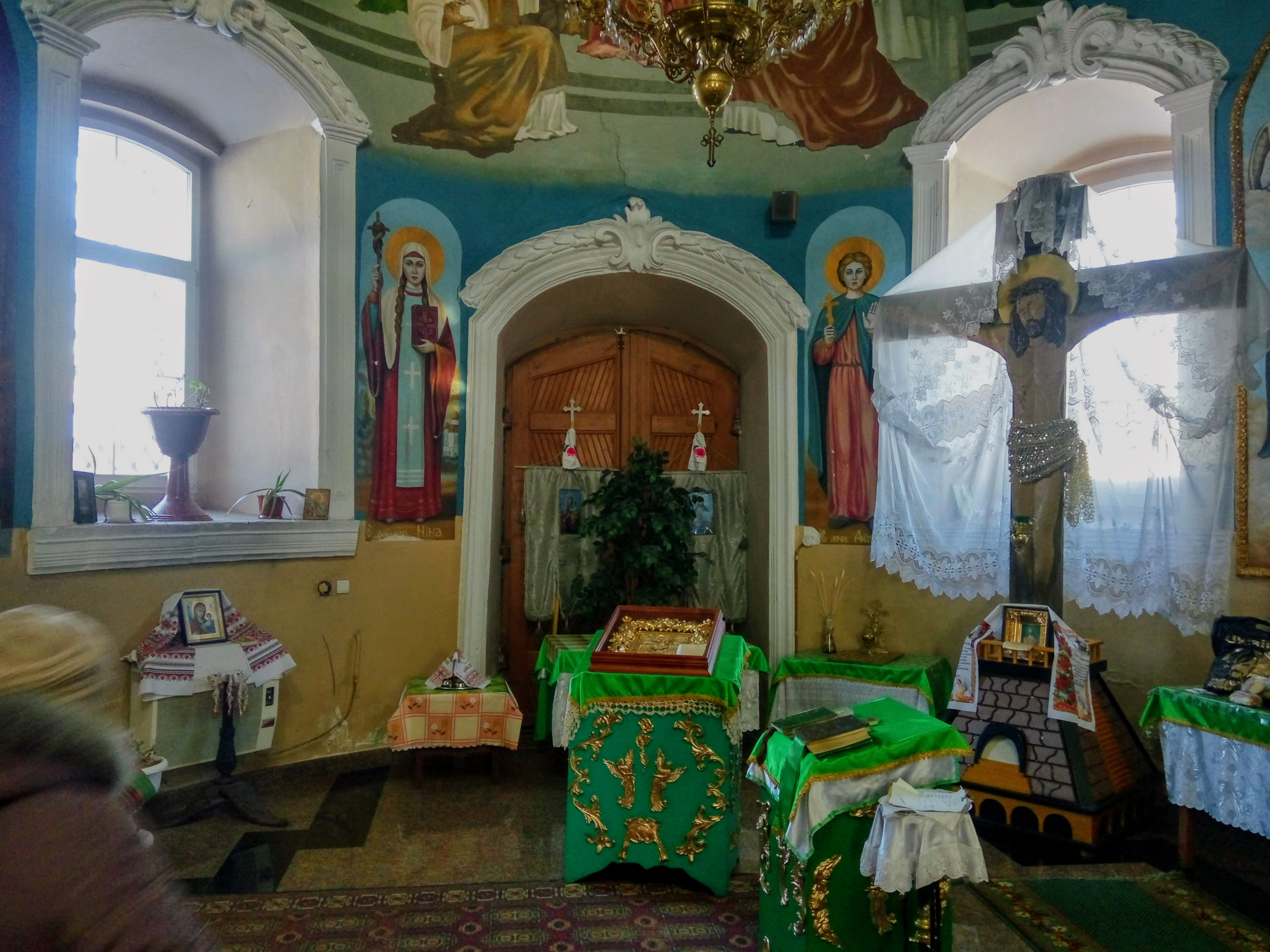
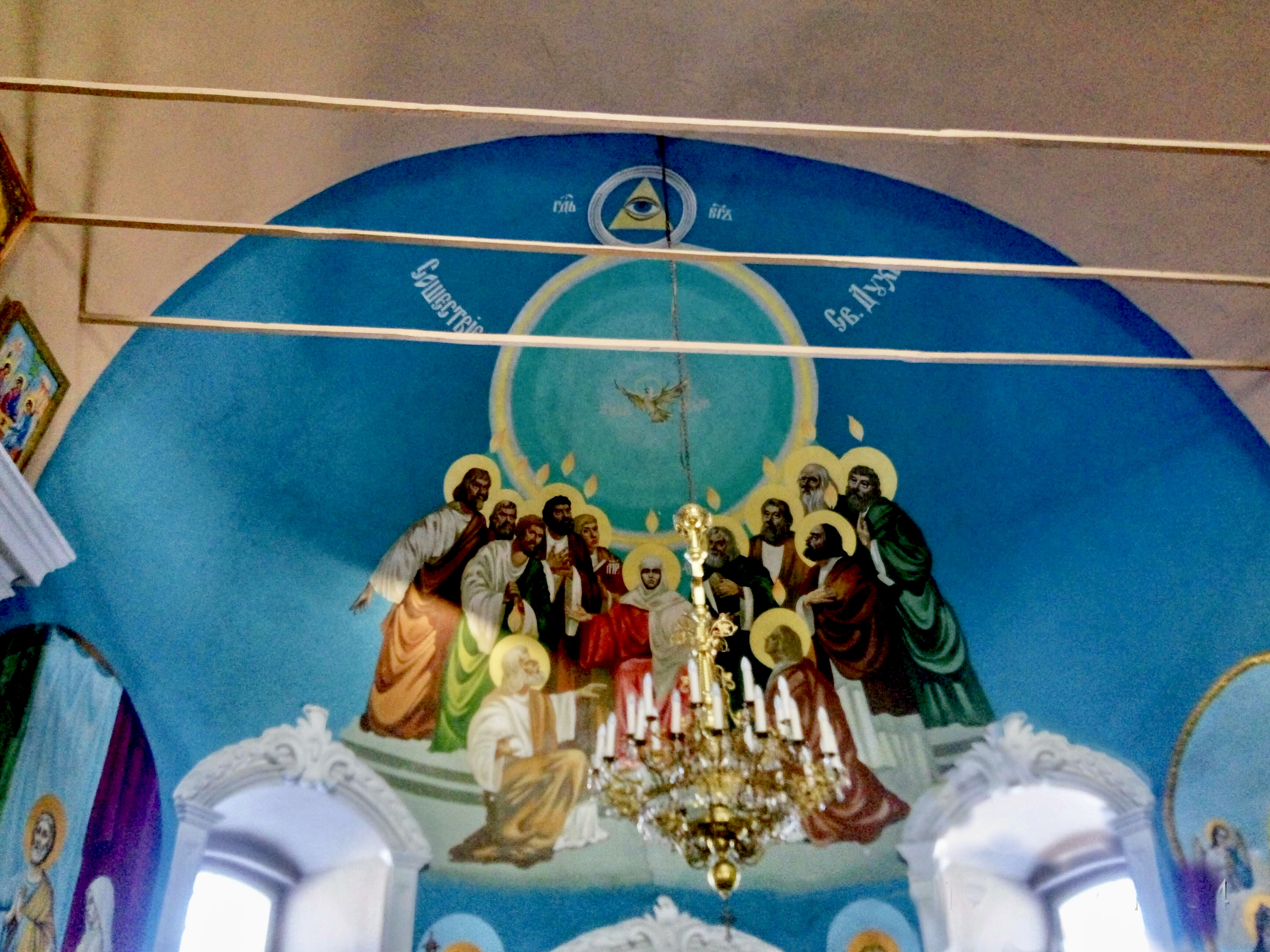
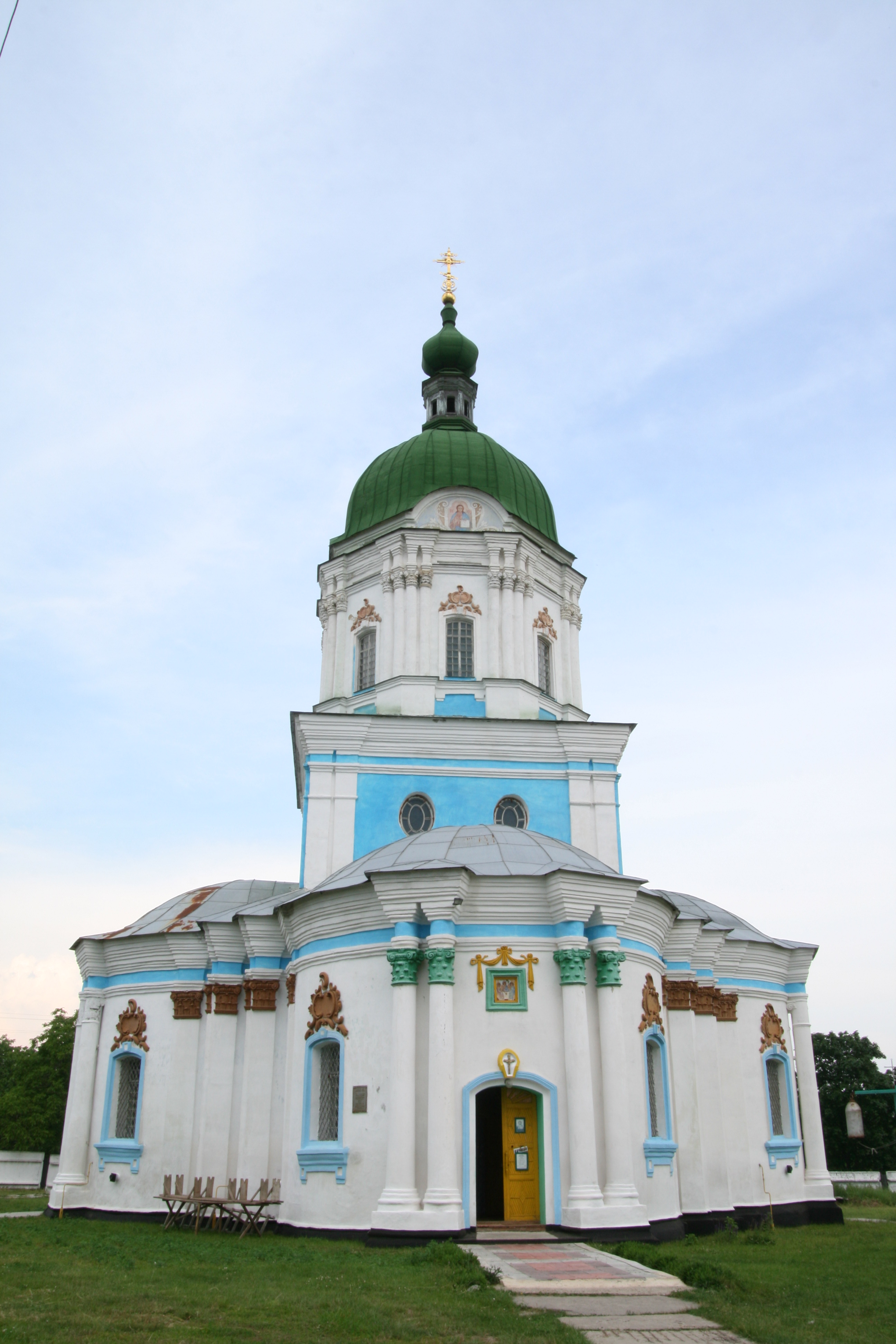
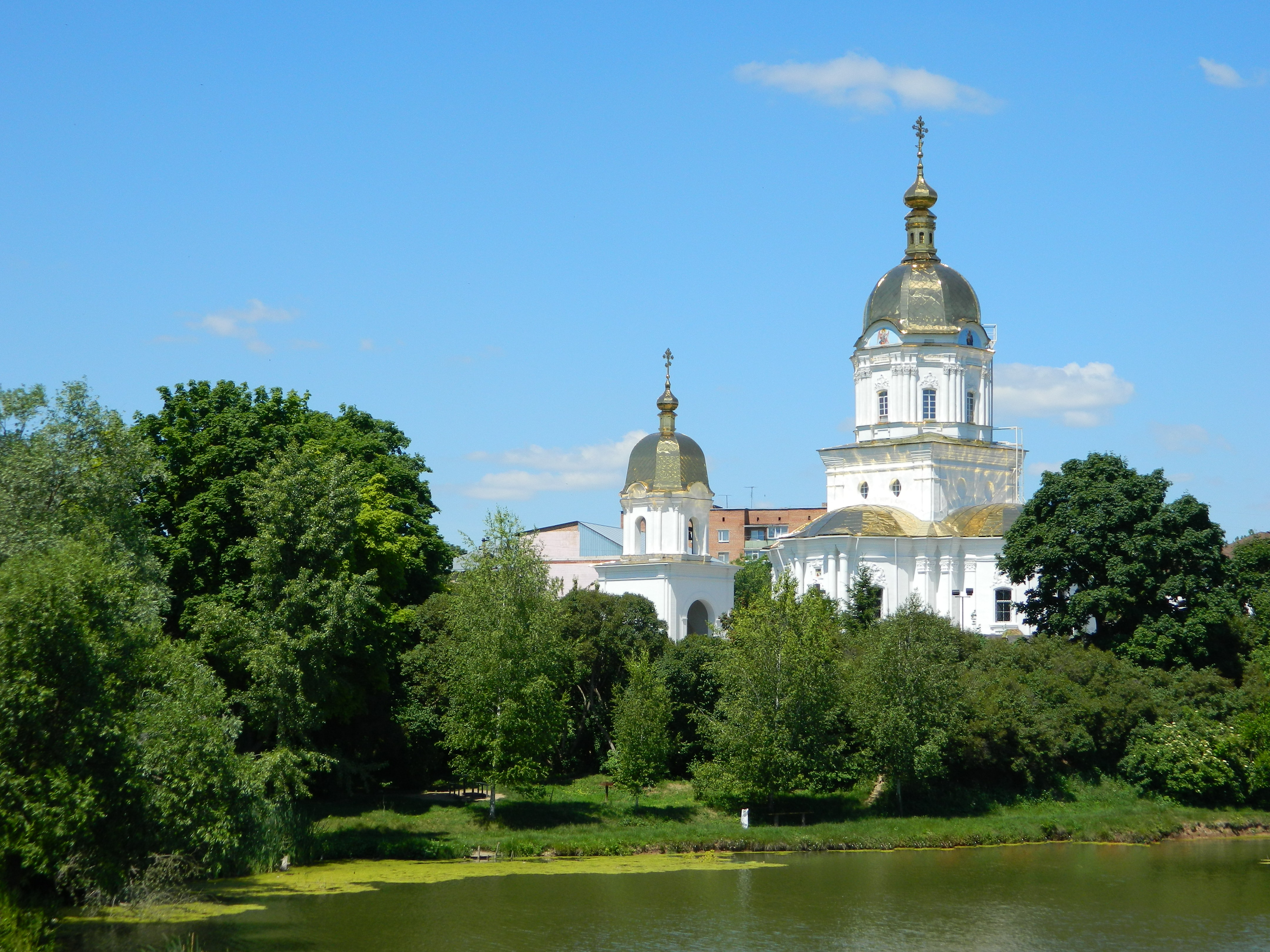
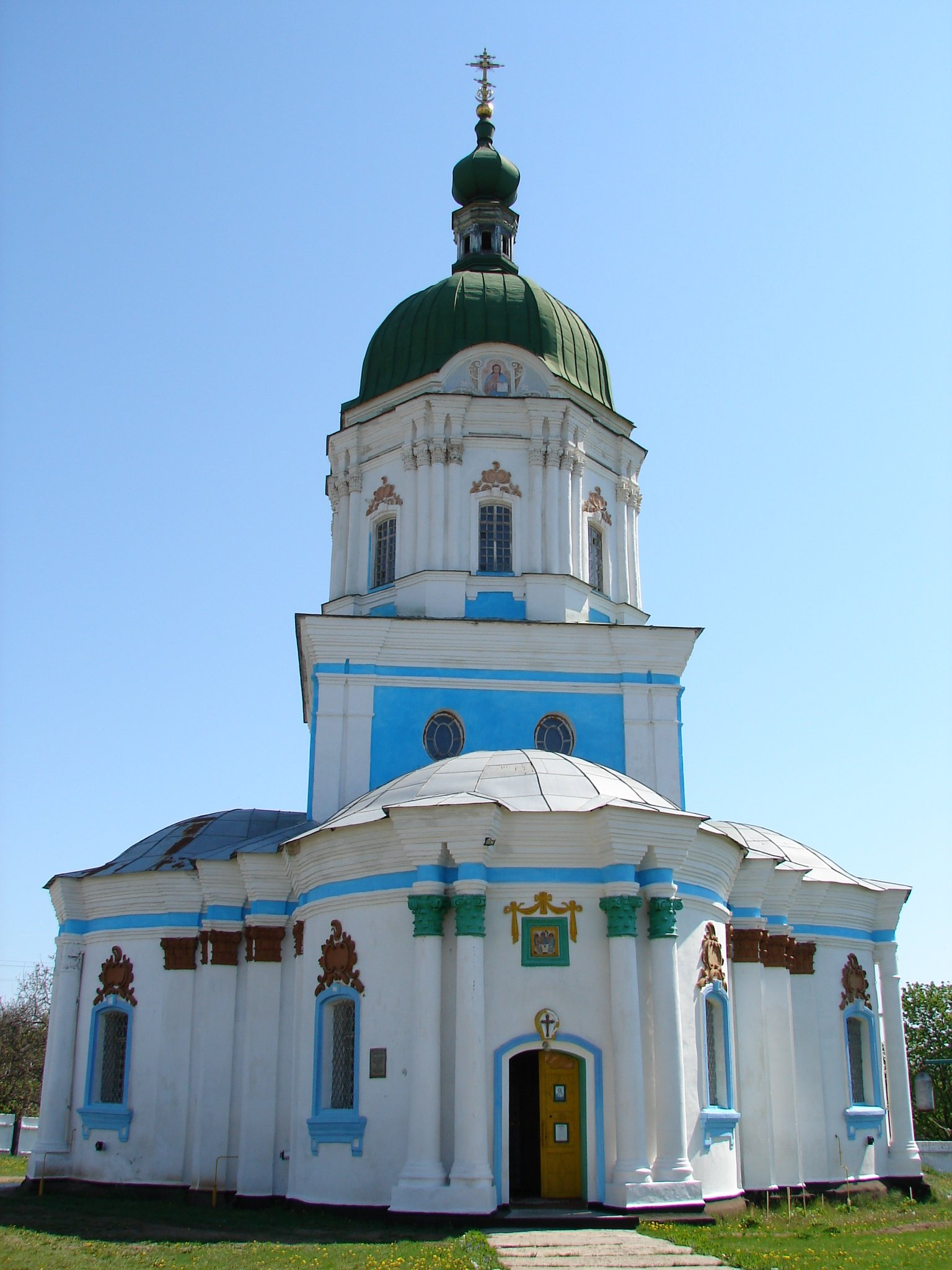
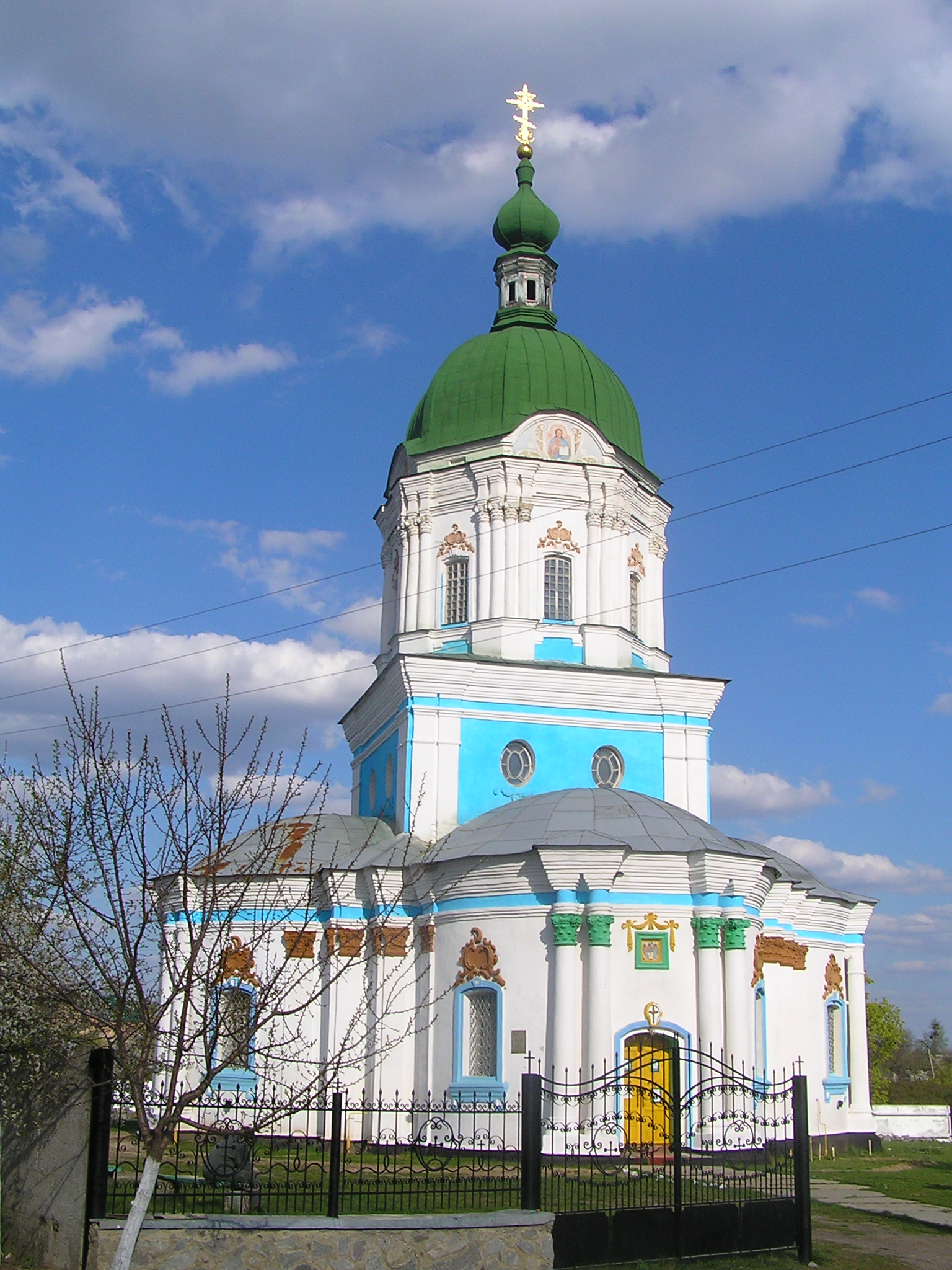
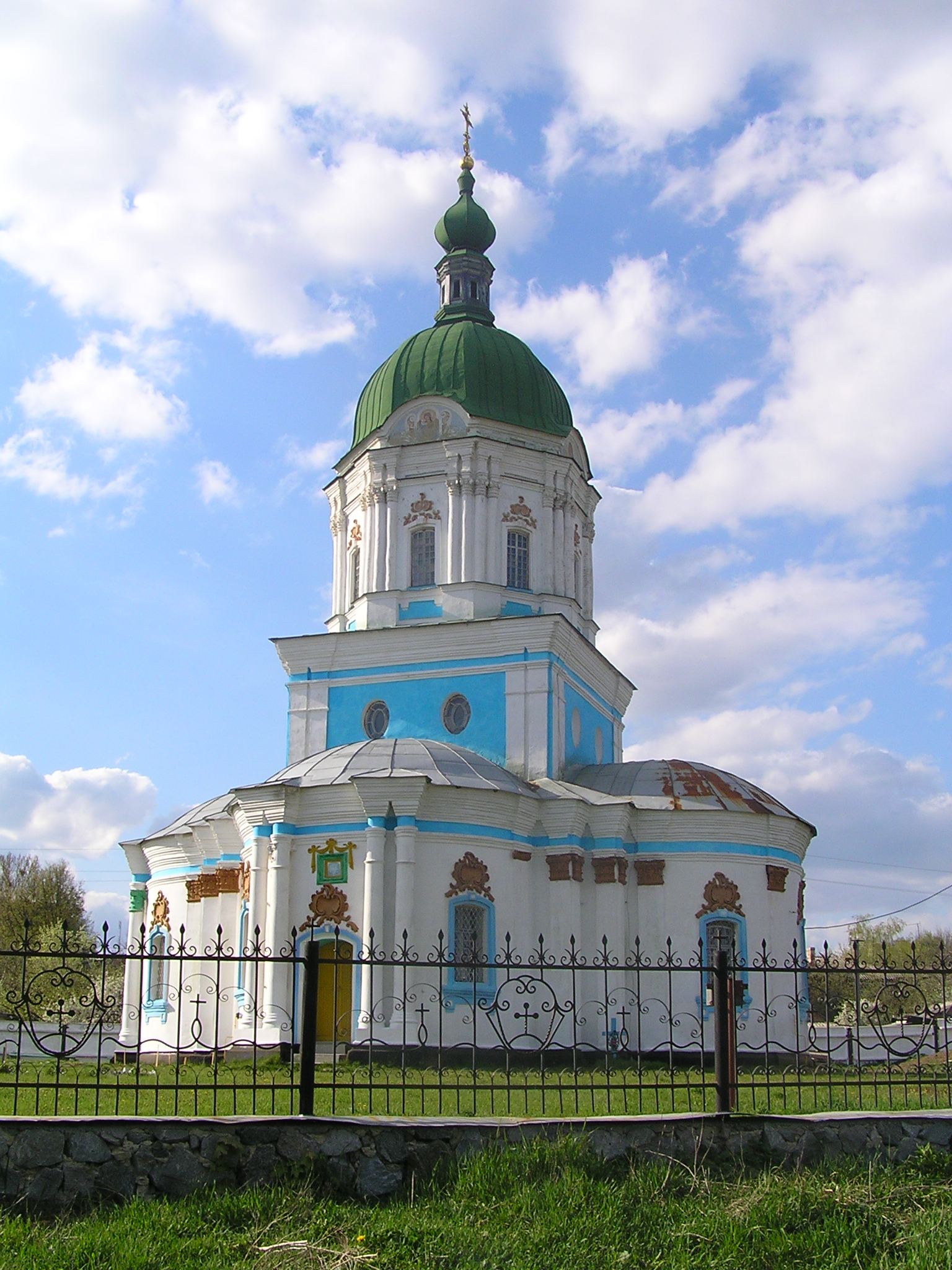
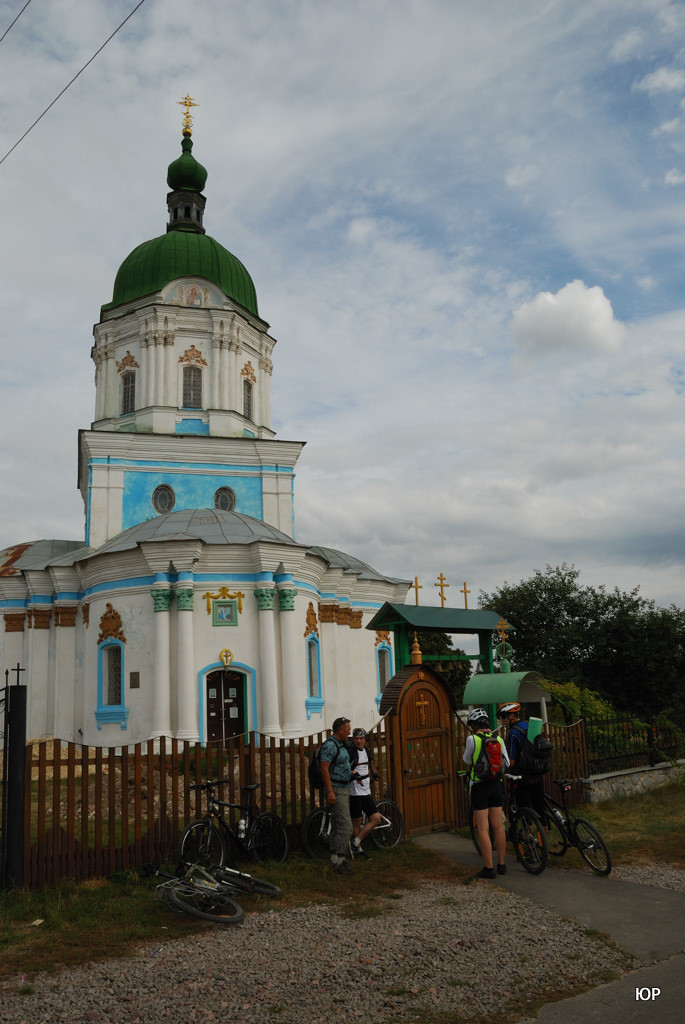